# Ханю, Юдзуру
Юдзуру Ханю (яп. 羽生 結弦 Ханю: Юдзуру, ромадзи: Hanyu Yuzuru; род. 7 декабря 1994, Сендай) — японский фигурист, выступавший в одиночном катании. Двукратный олимпийский чемпион 2014 года и 2018 года в одиночном катании, двукратный чемпион мира (2014, 2017), чемпион четырёх континентов (2020), четырёхкратный победитель финала Гран-при (2013—2016), шестикратный чемпион Японии (2013—2016, 2021, 2022). Трёхкратный серебряный (2015, 2016, 2019) и двукратный бронзовый (2012, 2021) призёр чемпионата мира, трёхкратный серебряный призёр чемпионата четырёх континентов (2011, 2013, 2017), чемпион мирового командного чемпионата (2017), бронзовый призёр командного чемпионата мира (2015, 2021), чемпион мира среди юниоров (2010), победитель финала Гран-при среди юниоров (2009).
Ханю — первый в истории фигурист, который исполнил четверной риттбергер на соревнованиях (в короткой программе на турнире Autumn Classic International 2016). Он первый фигурист, преодолевший отметку в 100 баллов в короткой программе, 200 баллов в произвольной программе и 300 баллов по сумме программ. Обладатель исторических мировых рекордов в короткой и произвольной программах и по сумме баллов. Установил наибольшее количество мировых рекордов в мужском одиночном катании (всего — 19) с момента введения судейской системы ИСУ в 2004 году.
Ханю — первый в истории фигурист-одиночник, завоевавший все титулы во взрослой и юниорской карьере в фигурном катании («Большой шлем»).
В 2022 году на зимних Олимпийских играх Юдзуру Ханю совершил попытку сделать аксель в четыре с половиной оборота. Прыжок не был ратифицирован, но был впервые в истории занесён в официальные протоколы ИСУ как четверной аксель (но с недокрутом).

## Биография
Юдзуру Ханю родился 7 декабря 1994 года в районе Идзуми города Сендай в семье Хидетоши Ханю и Юми Ханю. Юдзуру — младший ребёнок в семье, у него есть старшая сестра Сая. В возрасте двух лет у Ханю диагностировали астму.
В 2013 году Ханю окончил среднюю школу Тохоку. В том же году поступил в Университет Васэда на факультет гуманитарных наук. В 2020 году окончил университет, свою дипломную работу посвятил возможностям использования технологий захвата движения в фигурном катании.
В 2016 году в фильме «Господин, где мои проценты?» сыграл эпизодическую роль главы княжества Сендай Датэ Сигемуры.
4 августа 2023 года на своей официальной странице в Твиттере объявил о вступлении в брак, однако 17 ноября 2023 года объявил о разводе из-за «клеветы, преследований, несанкционированных интервью и репортажах в различных средствах массовой информации».

## Карьера

### Начало карьеры
Ханю начал кататься в возрасте четырёх лет, вслед за старшей сестрой Саей. Начал карьеру как начинающий спортсмен в сезоне 2004—2005, принял участие на чемпионате Японии для новичков в низшей категории — «Б», — и завоевал там золотую медаль. Каток, на котором он катался, был закрыт из-за финансовых проблем, что сократило время его тренировок. Примерно в то же время его тренером стала Нанами Абе.
В сезоне 2006—2007 Ханю был заявлен на национальный чемпионат категории «А», где взял «бронзу». После этого спортсмен был приглашён на чемпионат Японии для юниоров 2007 года и занял там 7-е место. Каток в его городе снова открылся в 2007 году. В том же году Ханю снова принял участие на чемпионате для новичков категории «А». Там фигурист одержал победу, а также был приглашён на чемпионат Японии среди юниоров, где на сей раз завоевал бронзовую медаль.

### Сезон 2008—2010: юниорский период
В сентябре 2008 года дебютировал в серии Гран-при среди юниоров, где на этапе Гран-при в Италии он занял пятое место. В ноябре впервые выиграл золотую медаль на чемпионате Японии среди юниоров. После победы на юниорском первенстве был приглашён на чемпионат Японии среди взрослых, где занял восьмое место. В марте 2009 года на юниорском чемпионате мира занял двенадцатое место.
В следующем сезоне выиграл золотые медали на обоих этапах юниорского Гран-при: в Польше и Хорватии. С двумя победами на этапах он квалифицировался в финал Гран-при среди юниоров. В финале юниорского Гран-при занимал третье место после короткой программы, выиграл произвольную программу и сумел одержать победу на турнире. В ноябре 2009 года во второй раз победил на чемпионате Японии среди юниоров. На чемпионате Японии среди взрослых стал шестым. После национального чемпионата Ханю был выбран для участия на юниорском чемпионате мира 2010 года. На юниорском чемпионате мира занимал третье место после короткой программы. Выиграл произвольную программу, чисто исполнив два тройных акселя. За две программы набрал 216,10 балла и одержал победу, став четвёртым японским одиночником, завоевавшим титул чемпиона мира среди юниоров.

### Сезон 2010—2011: дебют на соревнованиях среди взрослых

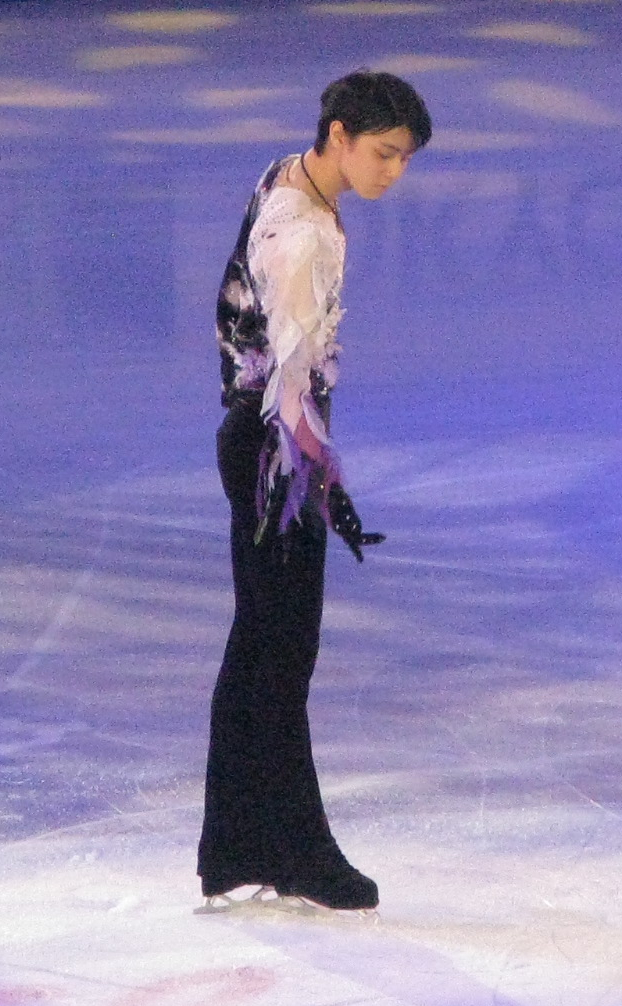
Юдзуру Ханю в показательном номере на чемпионате мира 2012 года, где он завоевал свою первую медаль мирового первенства

С сезона 2010—2011 выступает на «взрослом» уровне. В ходе серии Гран-при спортсмен принял участие в соревнованиях NHK Trophy и Cup of Russia. Дебютировав на NHK Trophy, Ханю занял 5-е место в короткой программе, набрав 69,31 балла; в произвольной программе он впервые в своей карьере удачно исполнил четверной тулуп и стал 4-м, получив 138,41 балла. По сумме двух программ спортсмен занял 4-е место. На турнире Cup of Russia 2010 Ханю занял седьмое место. На чемпионате Японии финишировал четвёртым. Он был отобран для участия на чемпионате четырёх континентов, где завоевал серебряную медаль.
Родной город Ханю сильно пострадал в результате землетрясения у восточного побережья острова Хонсю. Дом Ханю был поврежден, а каток пришлось закрыть из-за ущерба, нанесенного разорвавшейся водопроводной трубой. Ханю был вынужден тренироваться на катках Иокогамы и Хатинохе.

### Сезон 2011—2012: первая медаль на чемпионате мира
На первом старте сезона, на Nebelhorn Trophy, Ханю одержал победу и завоевал свою первую золотую медаль на международных соревнованиях среди взрослых. Он финишировал четвёртым на Cup of China. На турнире Rostelecom Cup 2011, проходившем в Москве с 25 по 27 ноября 2011 года, Ханю стал первым и завоевал в итоге золотую медаль, опередив серебряного призёра Хавьера Фернандеса на 0,03 балла. Занятые места на этапах Гран-при позволили Ханю впервые отобраться в финал Гран-при среди взрослых, где он занял четвёртое место. На чемпионате Японии того же года фигурист был вторым после короткой программы, но в итоге занял лишь 4-е место.
На дебютном чемпионате мира 2012 в Ницце в короткой программе не смог сделать сольный тройной лутц, после чего занял промежуточное седьмое место. В произвольной программе на музыку из фильма «Ромео + Джульетта» без ошибок исполнил все прыжки и по её итогам стал вторым, уступив лишь Патрику Чану. С общим результатом 251,06 балла завоевал бронзовую медаль, уступив чемпионам мира Патрику Чану и Дайсуке Такахаси.
С апреля 2012 года тренируется у Брайана Орсера в Торонто (Канада).

### Сезон 2012—2013: национальный титул
Новый сезон начал с победы на турнире Finlandia Trophy 2012. На первом этапе Гран-при, на Skate America, выиграл короткую программу, установив новый мировой рекорд в 95,07 балла. В произвольной программе стал третьим и завоевал серебряную медаль, уступив Такахико Кодзуке. На втором этапе, на NHK Trophy, снова установил мировой рекорд в короткой программе, занял первое место в обеих программах и выиграл золотую медаль. Так он прошёл квалификацию на финал Гран-при в Сочи, где завоевал серебряную медаль.
В декабре Ханю впервые в своей карьере стал чемпионом Японии. Он лидировал после короткой программы, произвольную проиграл Дайсуке Такахаси, но по сумме двух программ набрал 285,23 балла и одержал победу на национальном чемпионате.
На чемпионате четырёх континентов 2013 занимал 1-е место после короткой, в произвольной программе стал 3-м, по сумме двух программ смог завоевать серебряную медаль. На чемпионате мира в Лондоне стал лишь 9-м в короткой программе, в произвольной был 3-м, в общем зачёте финишировал на 4-м месте.

### Сезон 2013—2014: первое олимпийское золото и первый титул чемпиона мира

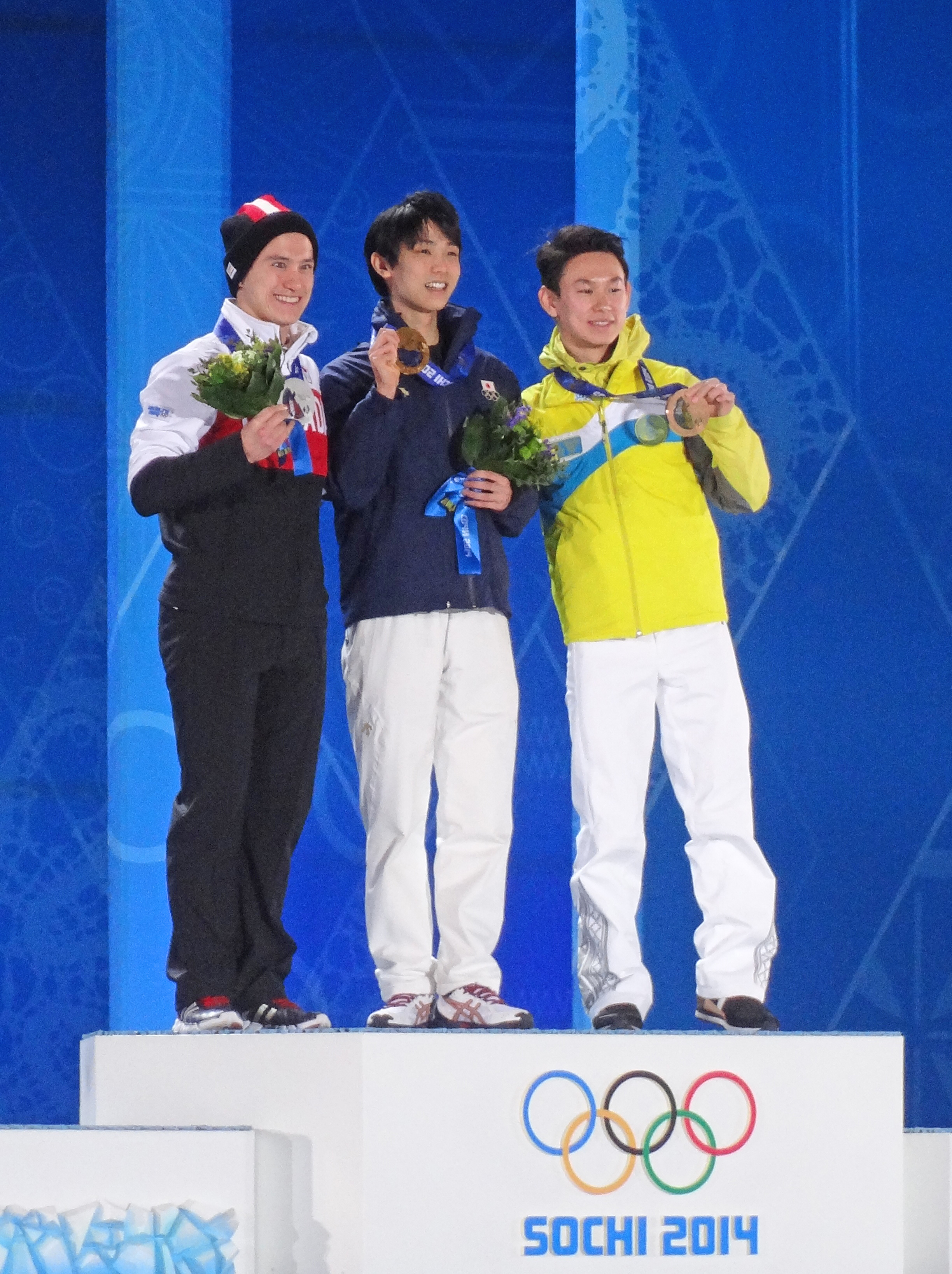
Церемония награждения на XXII Зимних Олимпийских Играх в Сочи (слева направо): Патрик Чан, Юдзуру Ханю, Денис Тен

В олимпийский сезон Ханю оставил свою короткую программу на композицию «Parisienne Walkways» Гэри Мура, музыкальным сопровождением произвольной программы стал саундтрек к фильму «Ромео и Джульетта» в исполнении Нино Роты. Ханю начал новый сезон на Finlandia Trophy 2013, где завоевал золотую медаль, заняв первое место как в короткой программе, так и в произвольной программе. Завоевав серебро на обоих этапах Гран-при — на Trophée Eric Bompard 2013 и Skate Canada 2013 — квалифицировался в финал Гран-при в Фукуоке. Там он лидировал после короткой программы, в которой установил новый мировой рекорд. Ханю выиграл и произвольную программу с личным рекордом в 193,41 балла и таким образом впервые в своей карьере одержал победу в финале Гран-при. В декабре на чемпионате Японии завоевал свой второй национальный титул, лидируя после короткой и после произвольной программы. Впоследствии вошёл в состав сборной Японии на Олимпийские игры 2014 и чемпионат мира 2014.
На зимней Олимпиаде в Сочи Ханю в составе сборной Японии принял участие в командных соревнованиях. Он соревновался только в короткой программе, где набрал 97,98 балла и лидировал по итогам короткой. В произвольной программе он не принимал участие. В командном зачёте сборная Японии заняла 5-е место.
В личном зачёте в короткой программе Ханю исполнил четверной тулуп, тройной аксель, каскад тройной лутц — тройной тулуп и набрал 101,45 балла (54,84 за техническую оценку и 46,61 за компоненты), тем самым побив свой собственный мировой рекорд. Также он стал первым фигуристом, набравшим больше 100 баллов в короткой программе. Выиграв и произвольную программу, с общей суммой в 280,09 балла Юдзуру Ханю одержал победу и стал Олимпийским чемпионом. Он первый японский фигурист, завоевавший золотую олимпийскую медаль в мужском одиночном катании Японии. Ханю стал самым молодым обладателем олимпийского титула в мужском одиночном катании со времен победы Дика Баттона в 1948 году.
На чемпионате мира 2014, проходившем с 26 по 30 марта 2014 года в японском городе Сайтаме, фигурист впервые в своей карьере стал чемпионом мира. В короткой программе допустил ошибку, упав с четверного тулупа, и занял третье место. Произвольную программу он исполнил безошибочно и выиграл её и с общей суммой в 282,59 балла одержал победу на этом чемпионате и стал первым за двенадцать лет одиночником, после Алексея Ягудина в сезоне 2001/02, выигравшим Олимпийские игры и чемпионат мира в одном сезоне.
26 апреля 2014 года в Сендае был организован парад в честь победы Ханю на Олимпийских играх, на котором присутствовало около 92 000 человек.

### Сезон 2014—2015: вторая победа в финале Гран-при

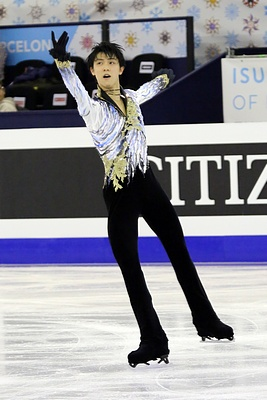
Ханю выступает с произвольной программой «Призрак Оперы» в финале Гран-при 2014/15

На китайском этапе Гран-при, проходившем в китайском Шанхае с 7 по 9 ноября 2014 года, после короткой программы занимал 2-е место. На разминке перед произвольной программой он столкнулся с китайским фигуристом Янь Ханем, ударившись головой. Однако нашёл силы выйти на лёд и с несколькими падениями сумел удержаться на втором месте. Вернувшись домой из Китая, в аэропорту он (по требованию врачей) передвигался в инвалидной коляске. Это подтвердило, что он травмирован и под вопросом его выступление на втором этапе. Он так и не сумел восстановиться, но всё же выступил на последнем домашнем этапе Гран-при в Осака, где стал лишь 4-м. Но всё же он сумел войти в число 6 финалистов финала Гран-при в Барселоне, где по сумме короткой программы был на 1-м месте, в произвольной также занял 1-е место и стал двукратным победителем финала Гран-при. В Нагано третий раз подряд стал чемпионом Японии, заняв 1-е место как в короткой программе, так и в произвольной, набрав в сумме 286,86 очков.
Почувствовав боль в животе, он обратился к врачу. Врачи диагностировали незаращение урахуса и сразу же прооперировали. В больнице он провел около двух недель, после ему был предписан месячный отдых.
В конце января 2015 года, во время тренировки, травмировал правую лодыжку, однако всё же решил принять участие в чемпионате мира в Шанхае, где занял 1-е место в короткой программе и 3-е — в произвольной, в итоге став серебряным призёром. В середине апреля 2015 года Юдзуру Ханю, выиграв соревнования мужчин в короткой и произвольной программах на командном чемпионате мира в Токио, принес команде Японии максимально возможные 24 балла. По итогам всех соревнований Япония заняла 3-е место в командном зачёте.

### Сезон 2015—2016: мировые рекорды
Новый сезон начал в Канаде с победы на турнире Autumn Classic International 2015. На своём первом этапе Гран-при Skate Canada в городе Летбридж Юдзуру занял 2-е место, поднявшись на пьедестал с 6-го места по результатам короткой программы.

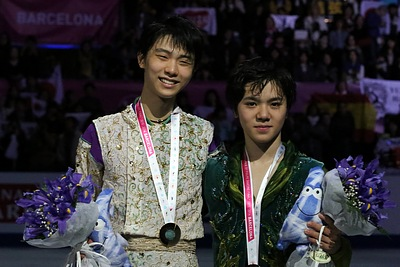
Юдзуру Ханю и Сёма Уно на церемонии награждения в финале Гран-при 2015

На втором этапе Гран-при NHK Trophy в Нагано фигурист показал потрясающий прокат как короткой, так и произвольной программы, установив сразу несколько мировых рекордов в мужском одиночном катании: за короткую программу — 106,33 (побив свой же мировой рекорд, установленный на Олимпийских играх в Сочи в 2014 году — 101,45); за произвольную программу — 216,07 (впервые результат превысил отметку в 200 баллов); по сумме двух программ — 322,40 (также впервые оценка превысила 300 баллов). Кроме этого мировые рекорды были установлены и в оценках за технику и компоненты в произвольной программе — 118,87 и 97,20 соответственно.
На финале Гран-при в Барселоне Юдзуру Ханю устанавливает новые мировые рекорды как в короткой программе — 110,95 балла (61,81 за технику; 49,14 за компоненты), так и в произвольной — 219,48 балла (120,92 за технику; 98,56 за компоненты), набрав опять же рекордную общую сумму баллов — 330,43 балла. Таким образом он третий раз подряд становится победителем финала Гран-при (тоже впервые в истории мужского одиночного фигурного катания).
В Саппоро 4-й раз подряд подтвердил титул чемпиона Японии. На чемпионате мира 2016 года в Бостоне лидировал после короткой программы, получив за неё 110,56 балла, лишь немного недобрав до предыдущего своего рекорда, однако в произвольной программе допустил несколько ошибок и в итоге второй раз подряд стал серебряным призёром, уступив Хавьеру Фернандесу.

### Сезон 2016—2017: второй титул мирового первенства
На первом соревновании нового сезона Ханю представил две новые программы. Для короткой программы он выбрал песню «Let’s Go Crazy» Принса, произвольная программа под названием «Hope and Legacy» составлена из композиций «View of Silence» и «Asian Dream Song» японского композитора Дзё Хисаиси. Новый предолимпийский сезон японский фигурист начал традиционно в Монреале на турнире Autumn Classic International 2016, который он выиграл. Впервые в истории фигурного катания Ханю 30 сентября 2016 года успешно исполнил четверной риттбергер.

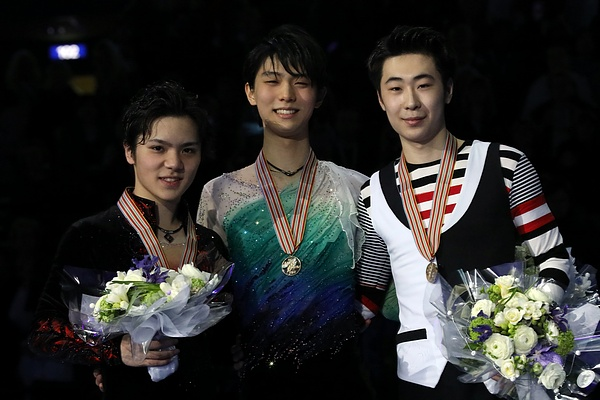
Призёры чемпионата мира 2017 (слева направо): Сёма Уно, Юдзуру Ханю, Боян Цзинь

На своем первом этапе Гран-при Skate Canada в Миссиссоге Юдзуру занял 2-е место, поднявшись на пьедестал с 4-го места по результатам короткой программы. В конце ноября он выступил на заключительном этапе Гран-при в Саппоро, где занял первое место. Это позволило ему уверенно выйти в финал Гран-при в Марселе, где за счёт уверенно исполненной короткой программы он в четвёртый раз выиграл турнир, став первым фигуристом-одиночником, выигравшим четыре финала Гран-при подряд.
За несколько дней до национального первенства Японии по фигурному катанию был вынужден сняться с соревнований из-за болезни. На чемпионате четырёх континентов, проходившем в южнокорейском городе Канныне с 14 по 19 февраля 2017 года, занял второе место. В короткой программе исполнил чистый четверной риттбергер и тройной аксель, но в каскаде вместо четверного сальхова сделал лишь двойной и занял третье место. Он выиграл произвольную программу, однако по сумме двух программ уступил Нейтану Чену и в третий раз завоевал серебряную медаль этого турнира.
На чемпионате мира 2017 в Хельсинки Юдзуру допустил ошибку при исполнении каскада и шёл пятым после короткой программы. В произвольной программе исполнил чисто четыре четверных прыжка и два тройных акселя в каскаде, а также тройной флип и тройной лутц, все вращения и дорожку шагов выполнил на максимальный четвёртый уровень, набрал за неё 223,20 балла (126,12 за технику и 97,08 за компоненты), обновил при этом свой же мировой рекорд в произвольной программе и выиграл её. Таким образом он стал двукратным чемпионом мира и вернул себе титул сильнейшего фигуриста планеты.
Через три недели после этого фигурист был отправлен на командный чемпионат мира, где выступил не в полную силу, был в середине таблицы в короткой программе, но выиграл произвольную. Это способствовало победе японцев в команде. В произвольной программе Ханю сделал четыре четверных прыжка и стал первым фигуристом, который исполнил три четверных во второй половине программы (каскад из четверного сальхова и тройного тулупа, четверной тулуп и каскад четверной тулуп — ойлер — тройной сальхов).

### Сезон 2017—2018: второе олимпийское золото

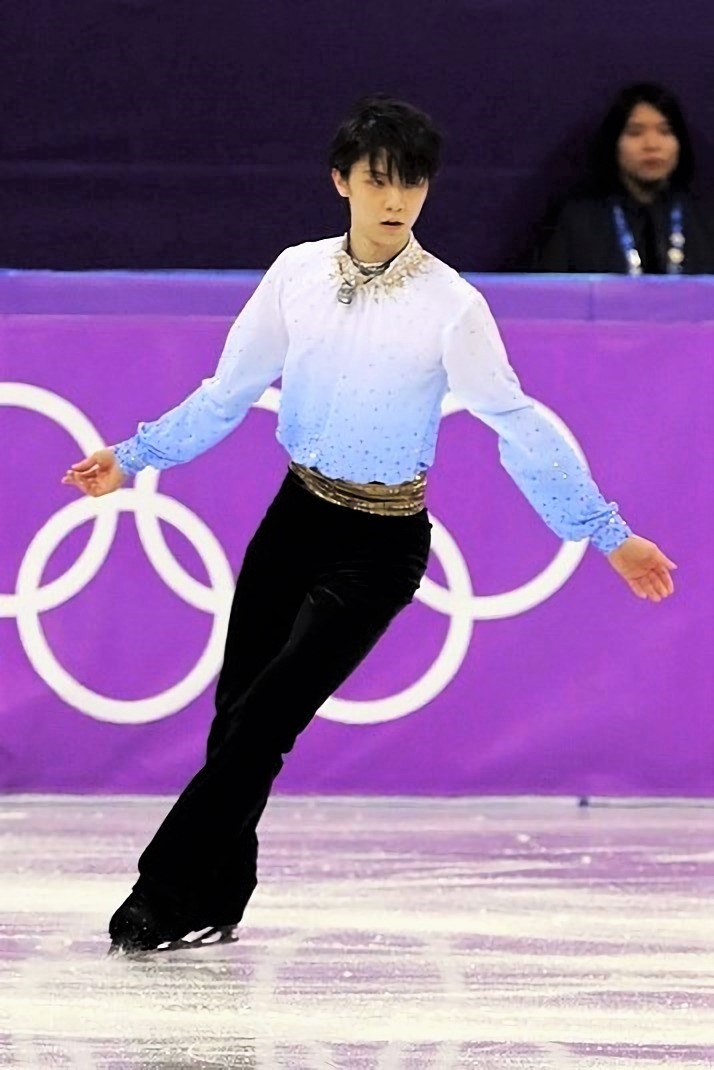
Выступление Юдзуру Ханю в короткой программе на Олимпийских играх 2018 года

В новом олимпийском сезоне Ханю вернулся к короткой программе сезонов 2014/15 и 2015/16 «Баллада № 1», в произвольной к программе «Сэймэй» сезона 2015/16. Олимпийский сезон японский фигурист начал в Монреале, где выступил на турнире Autumn Classic International 2017. Он финишировал на втором месте, при этом установив новый мировой рекорд в короткой программе — 112,72 балла.

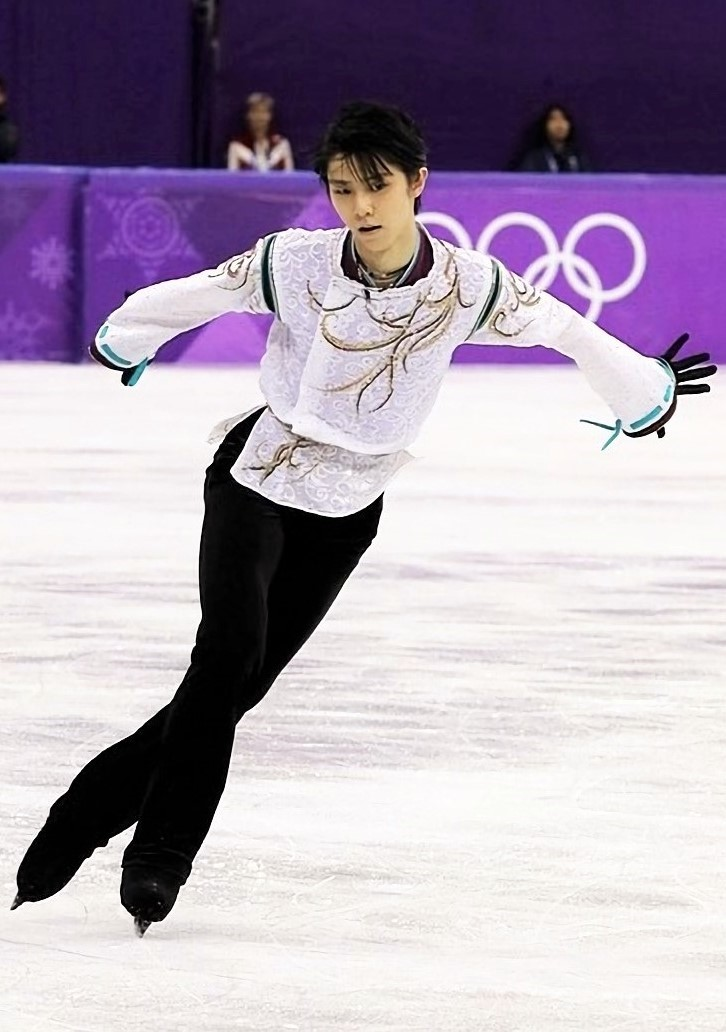
Ханю выступает с произвольной программой «Сэймэй» на Олимпийских играх 2018 года

Через месяц он выступил в серии Гран-при на российском этапе, где финишировал с серебряной медалью. После короткой программы Юдзуру занимал второе место, а произвольную программу выиграл, по сумме двух программ набрал 290,77 балла. На этом этапе в произвольной программе впервые в своей карьере исполнил лутц в четыре оборота.
На тренировке перед стартом на домашнем этапе Гран-при он получил травму правой лодыжки и в день старта принял решение сняться с турнира. Восстановление после травмы заняло больше времени, чем предполагалось, в связи с чем он не смог участвовать и в чемпионате Японии. Однако как действующий чемпион мира он был отобран в сборную Японии для участия в Олимпийских играх.
На зимней Олимпиаде в Пхёнчхане фигурист не выступал в командном турнире.
В личном зачёте выиграл короткую программу, в которой чисто исполнил четверной сальхов, тройной аксель, каскад из четверного и тройного тулупа, два вращения и дорожку шагов исполнил на четвёртый уровень, за комбинированное вращение со сменой ноги получил только третий уровень. За короткую программу набрал 111,68 балла, что на 1,04 балла меньше установленного им в начале сезона мирового рекорда. В произвольной программе четверной сальхов и четверной тулуп исполнил на максимальные баллы, также исполнил каскад четверной сальхов — тройной тулуп, но ошибся на приземлении со второго четверного тулупа и не смог сделать каскад, чисто исполнил каскад из тройного акселя и тройного сальхова через ойлер. В произвольной программе занял второе место, по сумме двух программ набрал 317,85 балла и таким образом выиграл свои вторые Олимпийские игры, защитив титул. В мужском одиночном катании в прошлый раз это удавалось Дику Баттону, выигравшему титул в 1948 и в 1952 годах. Юдзуру Ханю стал четвёртым двукратным чемпионом Олимпийских игр в мужском одиночном катании. Золотая медаль Ханю стала 1000-й медалью, присуждаемой на зимних Олимпийских играх.
В начале марта было объявлено, что спортсмен снялся с чемпионата мира, решив продолжить лечение травмы, полученной в начале сезона.
13 апреля Ханю организовал своё шоу под названием «Продолжая с крыльями» (англ. «Continues with Wings»), в котором приняли участие Евгений Плющенко, Джонни Вейр, Ше-Линн Бурн, Джеффри Баттл, Такахито Мура и другие.
22 апреля 2018 года в родном городе Ханю, в Сендае, был организован парад в честь победы Юдзуру на Олимпийских играх, на котором присутствовало около 100 000 человек.

### Сезон 2018—2019: новые мировые рекорды

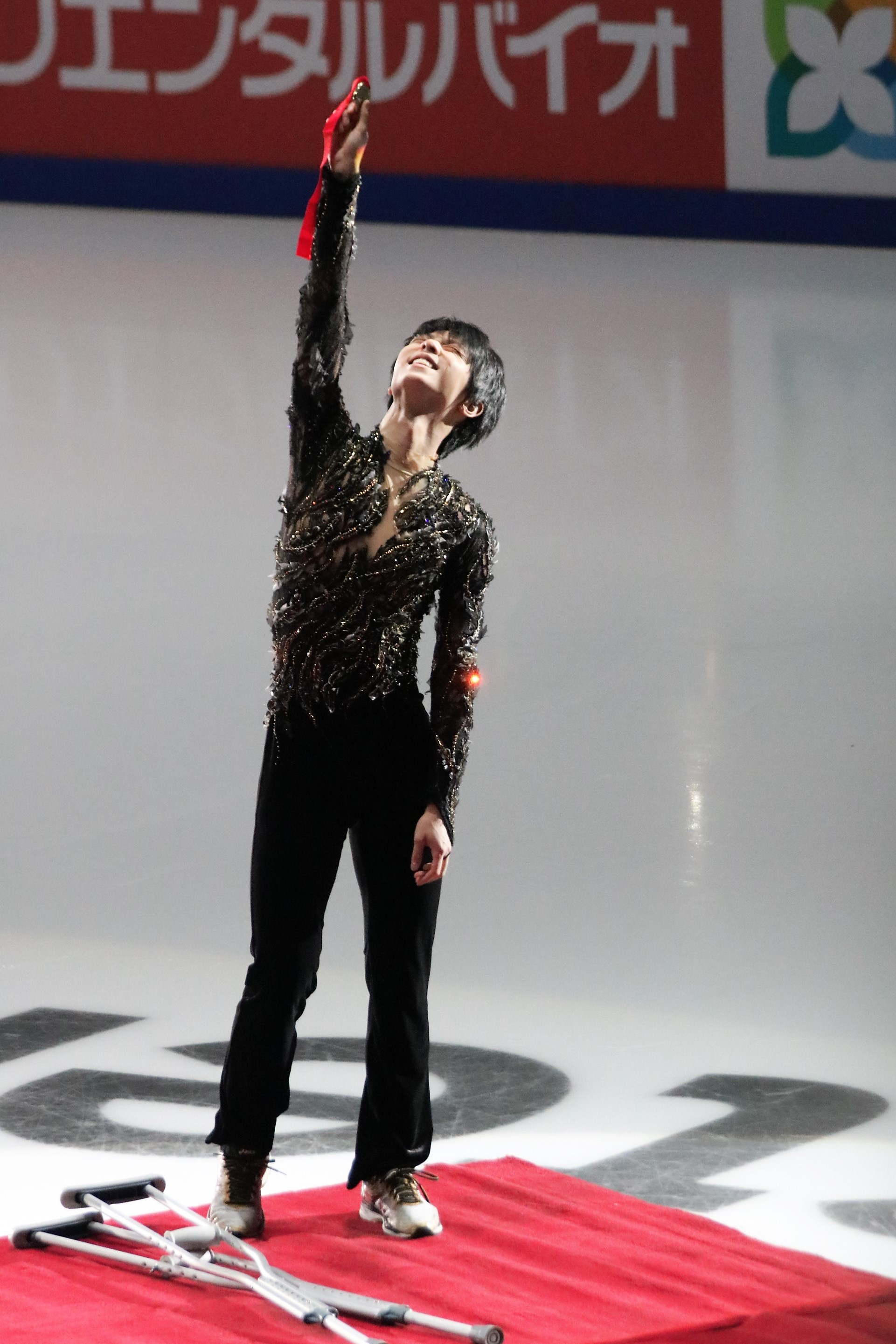
Церемония награждения Rostelecom Cup 2018

Программы нового сезона Ханю решил посвятить кумирам своего детства. Его короткая программа «Otoñal» на музыку Рауля Ди Бласио была посвящена американскому фигуристу Джонни Вейру, произвольная программа «Origin», состоящая из композиций «Art on Ice» и «Magic Stradivarius» Эдвина Мартона, посвящена российскому фигуристу Евгению Плющенко. Послеолимпийский сезон Юдзуру Ханю традиционно начал на турнире Autumn Classic International 2018 в городе Оквилл, где завоевал золотую медаль.
На своем первом в этом сезоне этапе Гран-при в Финляндии Ханю занял первое место, обновив при этом мировые рекорды: в короткой программе набрал 106,69 балла, в произвольной — 190,43 и по сумме двух программ 297,12 балла. В произвольной программе он впервые в истории исполнил секвенцию четверной тулуп и тройной аксель.
16 ноября 2018 года на пятом этапе Гран-при в Москве Юдзуру установил новый мировой рекорд в одиночном катании, получив за свой прокат короткой программы 110,53 балла. На следующий день на утренней тренировке он получил травму правой лодыжки, однако принял решение продолжить соревнование и, заняв первое место по итогам произвольной программы, завоевал золотую медаль. Однако из-за полученной травмы всё же был вынужден отказаться от участия в финале Гран-при в канадском Ванкувере.
На чемпионате мира 2019 в Сайтаме в короткой программе совершил ошибку на четверном сальхове, сделав лишь двойной и получив за него 0 баллов, так как в короткой программе нельзя делать сольные двойные прыжки без каскада. Юдзуру остался без элемента в программе, но это не помешало ему набрать 94,87 балла и занять третье место, уступив двум американцам: Нейтану Чену и Джейсону Брауну. В произвольной программе также сделал помарку на четверном сальхове и получил за него недокрут. По итогам произвольной набрал 206,10 балла, и в сумме 300,97 балла. Технических оценок не хватило, чтобы стать трехкратным чемпионом мира, и Ханю взял серебро, уступив Нейтану Чену 22,45 балла. Американец установил новый мировой рекорд в произвольной программе и по сумме, тем самым превзойдя два прошлых рекорда, установленных Юдзуру.

### Сезон 2019—2020: «Большой шлем»
Новый сезон Юдзуру Ханю начал с уверенной победы на турнире Autumn Classic International 2019 в Оквилле. На своем первом этапе Гран-при в городе Келоуна Ханю впервые одержал победу на турнире Skate Canada, установив лучшие результаты текущего сезона в короткой (109,60), произвольной (212,99) программах и по сумме баллов (322,59). Второй этап выдался не менее удачным. Выступив на своей родине, в городе Саппоро, на NHK Trophy 2019, фигурист так же одержал победу, тем самым обеспечив себе путёвку в финал Гран-при. Хоть и мировых рекордов установить не удалось, камеры судейской системы измерили высоту тройного акселя, которая составила 85 см (что на 17 см выше, чем была на чемпионате мира 2019).

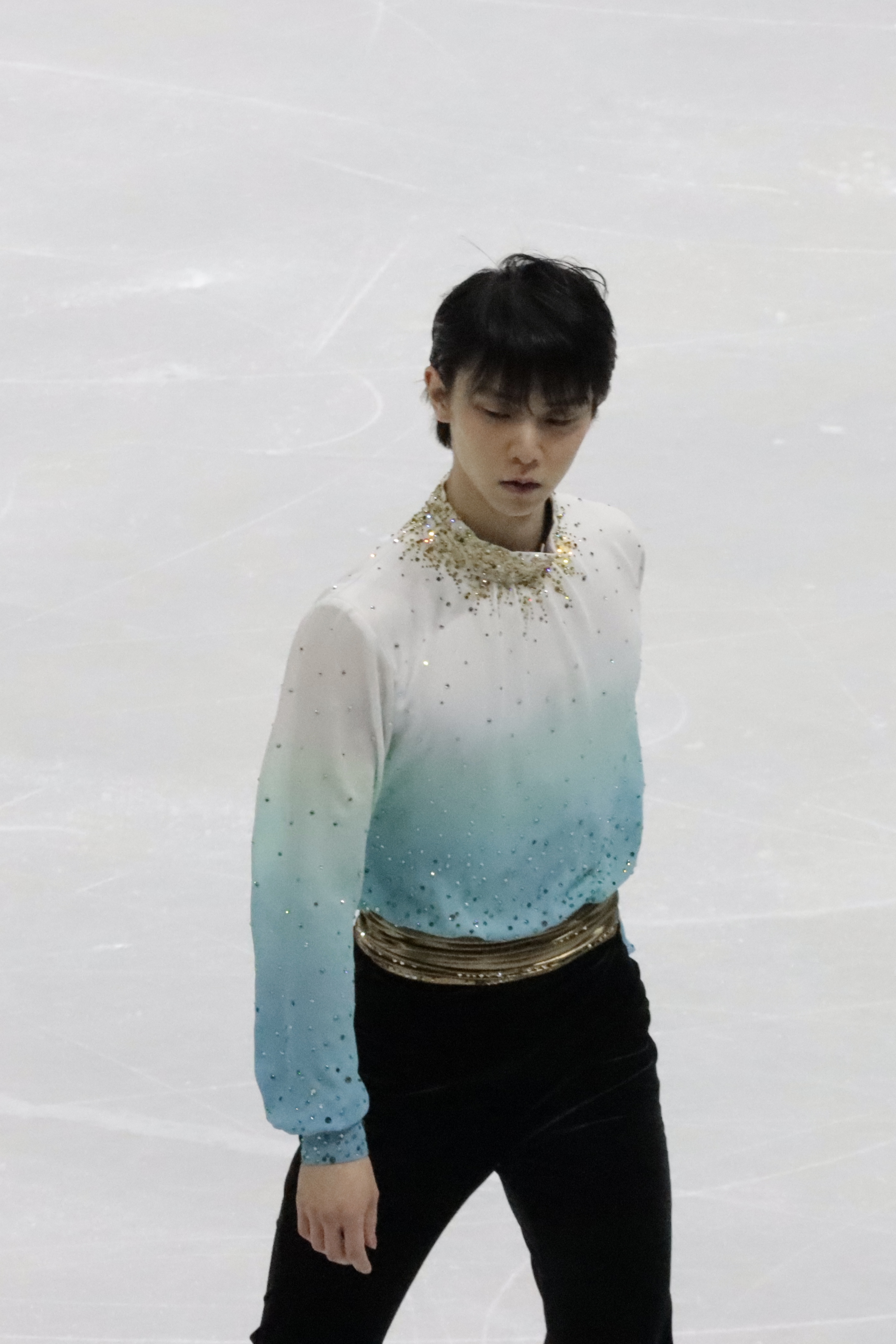
Ханю в короткой программе на чемпионате четырёх континентов 2020, где он установил новый мировой рекорд

В финале Гран-при допустил ошибку на каскаде в короткой программе и остался без секвенции тройной аксель — тройной аксель в произвольной программе, вследствие чего занял 2-е место, уступив американцу Нейтану Чену. В произвольной программе впервые в своей карьере исполнил пять четверных прыжков (четверной риттбергер, четверной лутц, четверной сальхов, четверной тулуп — ойлер — тройной флип, четверной тулуп — двойной тулуп), в том числе впервые, с момента травмы на NHK Trophy 2017, прыгнул чисто четверной лутц, а также сделал первую попытку четверного акселя на открытой тренировке.
На чемпионате Японии лидировал после короткой программы, но в произвольной программе допустил несколько ошибок и в итоге занял второе место.
Перед чемпионатом четырёх континентов в Сеуле вернулся к программам, с которыми выиграл Олимпийские игры в Пхёнчхане: «Баллада № 1» и «Сэймэй». В короткой программе исполнил четверной сальхов, четверной тулуп в каскаде с тройным тулупом и тройной аксель, все вращения и дорожку шагов сделал на четвёртый уровень, за все элементы получил высокие положительные оценки. Ханю выиграл короткую программу, установив новый мировой рекорд — 111,82 балла (предыдущий рекорд также принадлежал ему). Он выиграл и произвольную программу и с общей суммой в 299,42 балла впервые в своей карьере одержал победу на чемпионате четырёх континентов. Победа на этом турнире сделала его первым фигуристом в истории мужского одиночного катания, выигравшим все соревнования под эгидой ИСУ (Олимпийские игры, чемпионат мира, чемпионат четырёх континентов, финал Гран-при, юниорский чемпионат мира, юниорский финал Гран-при) среди взрослых и юниоров («Большой шлем»).
Ханю входил в состав сборной Японии на чемпионат мира 2020, который должен был состояться с 16 по 22 марта в Монреале, однако из-за пандемии коронавируса соревнование было отменено. В июле 2020 года прошла церемония вручения наград ISU Skating Awards 2020, где фигурист был представлен в двух номинациях: за лучший костюм и в номинации «Самый ценный фигурист». Во второй номинации Ханю одержал победу.

### Сезон 2020—2021: седьмая медаль чемпионата мира
В августе Ханю заявил, что пропустит серию Гран-при в сезоне 2020/21 из-за рисков заражения COVID-19. Первым стартом в сезоне для фигуриста стал чемпионат Японии, на котором он впервые представил две новые программы. В короткой программе он выступал под песню «Let Me Entertain You» Робби Уильямса, в произвольной программе «Heaven and Earth» («Ten to Chi to») использована музыка японского композитора Исао Томиты из японских телесериалов Ten to Chi to и Shin Heike Monogatari. Спортсмен выиграл турнир, завоевав свой пятый титул национального первенства.
На чемпионате мира в Стокгольме Ханю лидировал после чисто исполненной короткой программы, в которой он сделал четверной сальхов, четверной тулуп в каскаде с тройным тулупом и тройной аксель. В произвольной программе исполнил четверной риттбергер и четверной сальхов с касаниями рукой, также совершил ошибку на тройном акселе, затем на положительные оценки сделал каскад четверной тулуп — тройной тулуп и четверной тулуп — ойлер — тройной сальхов и по результатам обоих прокатов завоевал бронзовую медаль. Начиная с сезона 2015/16, спортсмен завоёвывал лишь золотые и серебряные медали и бронза чемпионата мира 2021 стала для него первой бронзовой медалью за последние 6 сезонов его спортивной карьеры.
Завершил сезон на командном чемпионате мира в Осаке, где в личном зачёте и в короткой, и в произвольной программе стал вторым, а команда Японии завоевала бронзовую медаль.

### Сезон 2021—2022: третьи Олимпийские игры
Сезон 2021/22 Ханю планировал начать с участия на этапе Гран-при NHK Trophy, где хотел впервые исполнить четверной аксель, однако 4 ноября он снялся с соревнования из-за травмы лодыжки. Вскоре стало известно, что он также пропустит этап Гран-при в Сочи.
В конце декабря принял участие на чемпионате Японии, где выиграл и короткую, и произвольную программу, и в шестой раз в своей карьере стал чемпионом Японии. В произвольной программе Ханю впервые в соревновательной программе исполнил четверной аксель, но выехал прыжок с приземлением на две ноги и недокрутом, в результате чего прыжок был понижен до тройного. Все остальные элементы спортсмен выполнил без ошибок. По результатам этого турнира Ханю вошёл в состав сборной Японии на Олимпийские игры в Пекине и на чемпионат мира.
На Олимпийских играх 2022 в короткой программе не смог исполнить четверной сальхов, поэтому после короткой программы занимал восьмое место. В произвольной программе первым прыжковым элементом исполнил четверной аксель, прыжок недокрутил и упал с него, однако прыжок не был понижен до тройного и засчитан как четверной. Также он упал с четверного сальхова, остальные элементы исполнил без ошибок, по итогам произвольной программы стал 3-м. В общем зачёте с результатом 283,21 балла стал четвёртым.
В начале марта стало известно, что Ханю не восстановился от травмы правого голеностопа и поэтому пропустит чемпионат мира.
В июле 2022 года Ханю сообщил о завершении карьеры. Юдзуру подчеркнул, что больше не будет участвовать в соревнованиях, однако не оставит тренировки на льду. «Я буду усердно работать, следуя своим идеалам», — добавил фигурист.

## Профессиональная карьера
19 июля 2022 года на пресс-конференции Ханю объявил о завершении любительской карьеры и переходе в профессионалы. 4 и 5 ноября в Иокогаме на музыкальной арене «Pia Arena MM» и 2, 3 и 5 декабря 2022 года в Хатинохе на арене «Flat Hachinohe» в качестве профессионального фигуриста Ханю провёл первое сольное ледовое шоу под названием «Пролог» (англ. Prologue).
Второе сольное шоу Ханю получило название «Подарок» (англ. Gift; полное название — Gift — Ice Story 2023). По замыслу Ханю в шоу рассказывается его история «жизни и будущего на льду». Шоу состоялось 26 февраля 2023 года в Токио на стадионе «Токио Доум». В общей сложности шоу на стадионе посетило 35 000 зрителей, помимо этого шоу в прямом эфире транслировалось в кинотеатрах Японии и за рубежом, где количество зрителей составило 30 000 человек.
10—12 марта 2023 года в Рифу на «Sekisui Heim Super Arena» состоялось ледовое шоу Ханю Notte Stellata, посвященное памяти о Великом восточно-японском землетрясении. Название шоу в переводе с итальянского означает «Звёздная ночь» и является отражением воспоминаний Ханю о землетрясении. Помимо Ханю в шоу приняли участие фигуристы Ше-Линн Бурн, Джейсон Браун, Сатоко Мияхара, Акико Судзуки, Кэйдзи Танака, Такахито Мура, Рика Хонго и Виолетта Афанасьева, специальным гостем шоу стал гимнаст Кохэй Утимура.
4 и 5 ноября 2023 года на «Сайтама Супер Арена» в Сайтаме состоялась первая часть сольного шоу-тура Ханю RE_PRAY (полное название — Yuzuru Hanyu ICE STORY 2nd →RE_PRAY← TOUR). Продюсером и режиссёром шоу выступил Ханю в сотрудничестве с режиссёром и хореографом Микико Мидзуно. По словам Ханю, шоу включает в себя этику и ценности игрового мира, которые оказали на него огромное влияние. На шоу Ханю исполнил двенадцать номеров, в том числе несколько новых программ под музыку из компьютерных игр Undertale и Final Fantasy IX. 12 и 14 января 2024 года в Саге на «Saga Arena», 17 и 19 февраля в Иокогаме на «Pia Arena MM» состоялись шоу второй части шоу-тура RE_PRAY.

## Техника катания

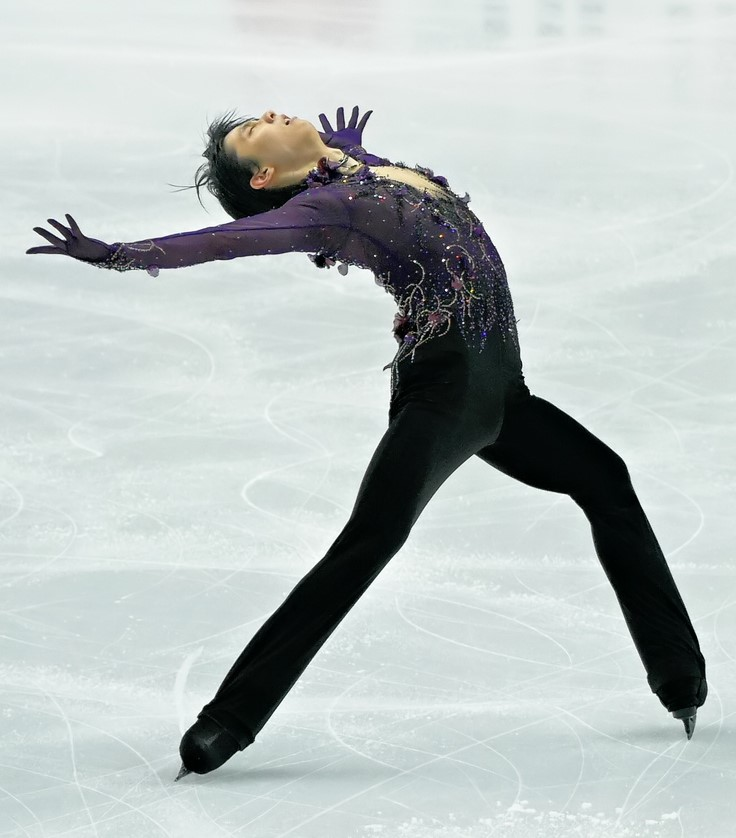
Ханю исполняет элемент бауэр в произвольной программе в финале Гран-при 2019/20

В своих программах Ханю исполняет такие «фирменные» связующие элементы, как бауэр и гидроблейд. Также в своих соревновательных программах (до сезона 2017/18) он делал редко исполняемый мужчинами элемент бильман.
Свой первый четверной прыжок (четверной тулуп) Ханю исполнил в октябре 2010 года на этапе Гран-при в Японии. В произвольной программе на турнире Finlandia Trophy 2012 впервые на соревновании исполнил четверной сальхов. С сезона 2015/16 исполняет по два четверных прыжка в короткой программе и три — в произвольной. В 2016 году короткой программе на Autumn Classic впервые в своей карьере, а также впервые истории мирового фигурного катания исполнил четверной риттбергер, за что попал в «Книгу рекордов Гиннеса». С сезона 2016/17 исполняет по четыре четверных прыжка в произвольной программе. Прокат произвольной программы на чемпионате мира 2017, где Ханю установил исторический мировой рекорд, включал в себя четверной риттбергер, четверной сальхов, каскад четверной сальхов — тройной тулуп, четверной тулуп, а также два тройных акселя в каскаде. В произвольной программе на этапе Гран-при Rostelecom Cup 2017 впервые чисто приземлил четверной лутц. В произвольной программе в финале Гран-при 2019/20 впервые в своей карьере исполнил пять четверных прыжков.
Ханю впервые исполнил четверной аксель на соревнованиях в декабре 2021 года на чемпионате Японии. Этот же прыжок был исполнен им в феврале 2022 года на Зимней Олимпиаде в Пекине. Несмотря на неудачное приземление, элемент засчитали и прыжок был оценён по базовой стоимости четверного. Таким образом, Юдзуру Ханю является первым фигуристом, чьё исполнение четверного акселя на международных соревнованиях оценено по базовой стоимости.

## Программы

### Во время соревновательной карьеры
| Сезон     | Короткая программа | Произвольная программа | Показательные номера |
| --------- | --- | --- | --- |

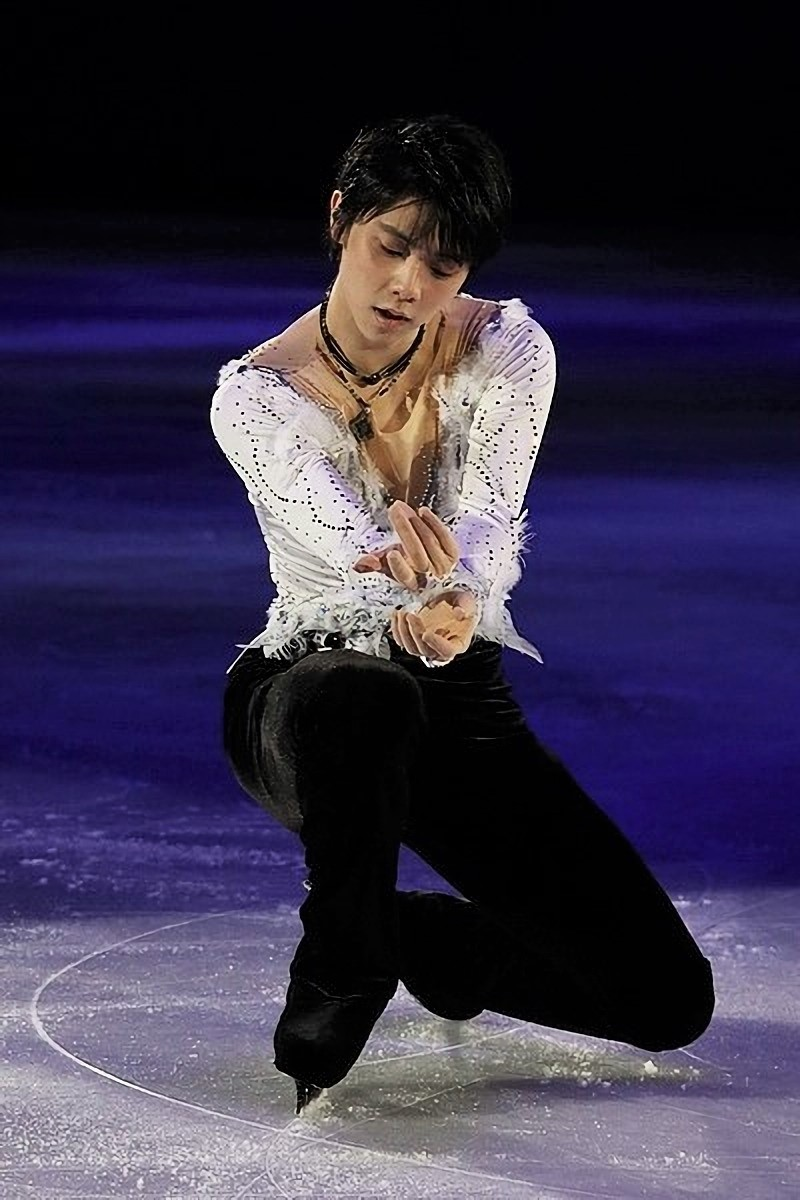
Юдзуру Ханю выступает с номером «Notte Stellata (The Swan)» на показательных выступлениях после Олимпийских игр 2018 года

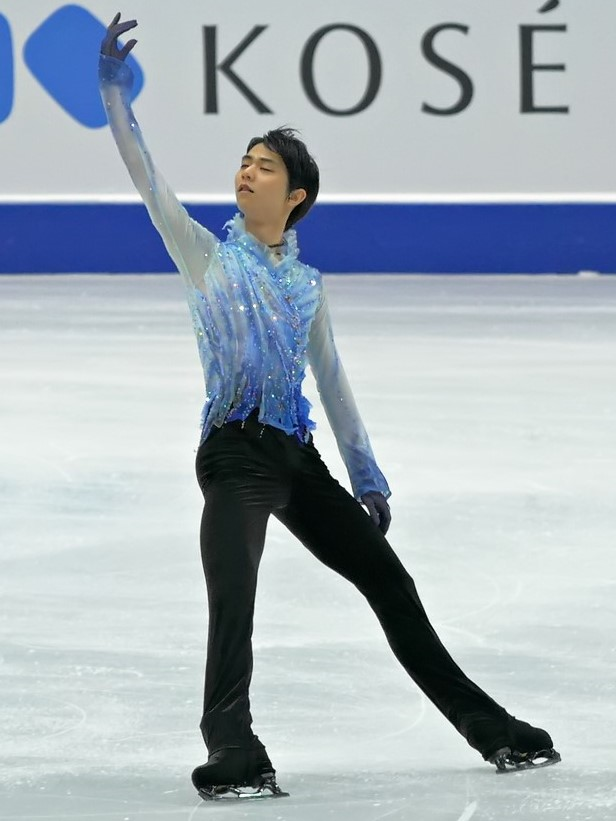
Ханю исполняет «кораблик» в короткой программе «Otoñal» в финале Гран-при 2019/20

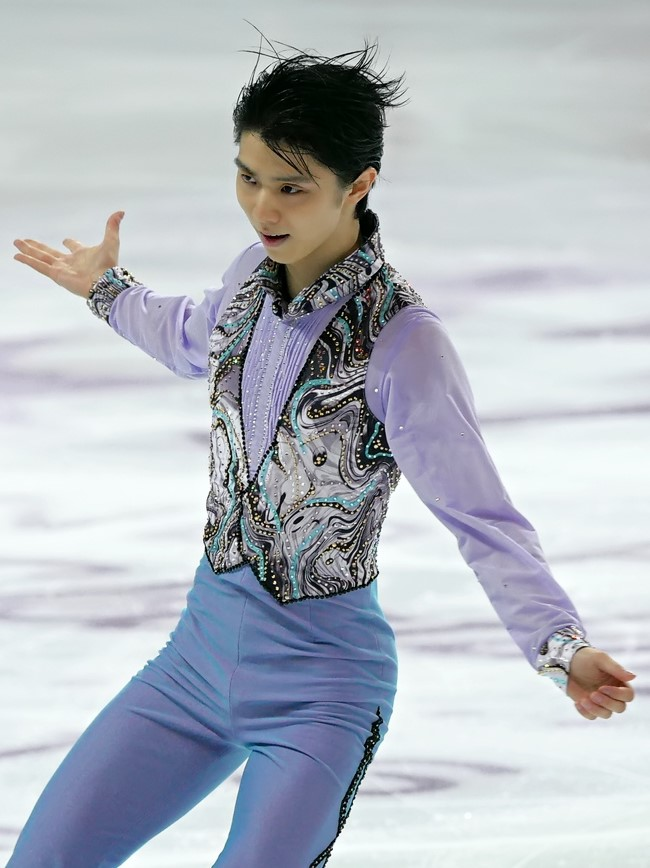
Юдзуру Ханю в короткой программе «Let’s Go Crazy» в финале Гран-при 2016/17

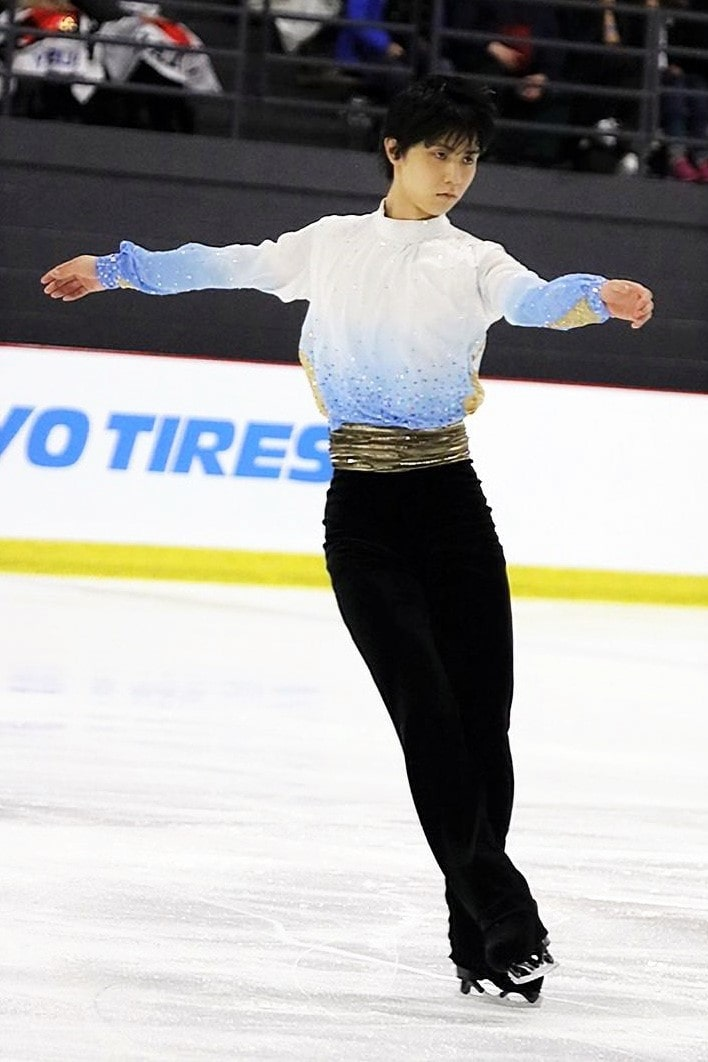
Юдзуру Ханю в короткой программе под музыку Фридерика Шопена «Баллада № 1» на турнире Autumn Classic 2017

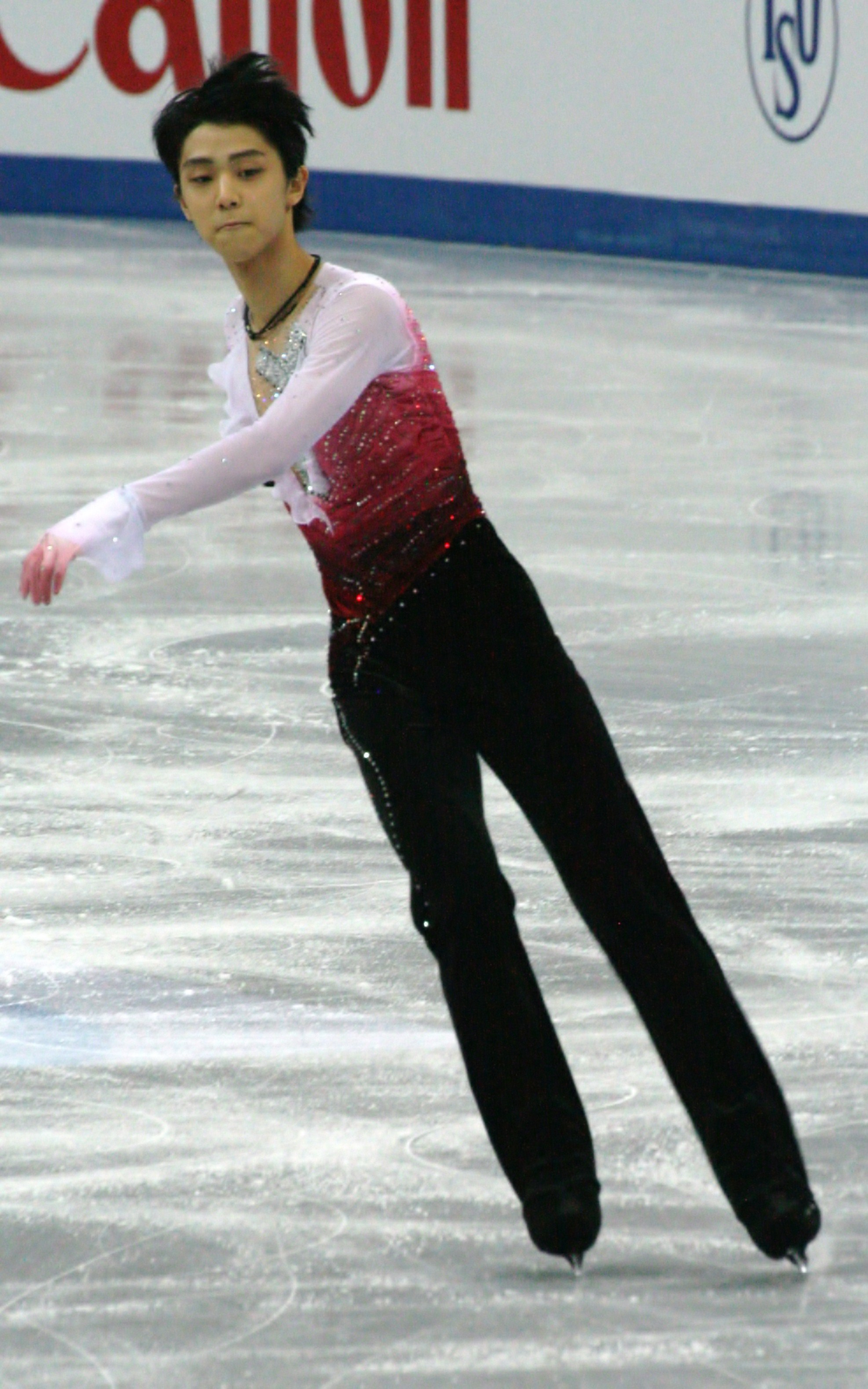
Ханю в произвольной программе «Нотр-Дам де Пари» в финале Гран-при 2012/13

| 2004—2005 | - Музыка из фильма «Спартак» Алекс Норт хореография: Сёитиро Цудзуки                                                     | - «Джеймс Бонд: Из России с любовью» Джон Барри хореография: Сёитиро Цудзуки | — |
| 2005—2006 | — | - «Джеймс Бонд: Из России с любовью» Джон Барри хореография: Сёитиро Цудзуки | — |
| 2006—2007 | - «Amazonic» Максим Мрвица - «Danse macabre» Камиль Сен-Санс хореография: Мэгуму Сэки                                    | - «Летняя гроза» (из цикла «Времена года») Антонио Вивальди в исполнении Икуко Каваи хореография: Мэгуму Сэки | — |
| 2007—2008 | - «Sing, Sing, Sing» Луи Прима хореография: Нанами Абэ                                                                   | - «Жар-птица» Игорь Стравинский хореография: Нанами Абэ | - «Sing, Sing, Sing» Луи Прима |
| 2008—2009 | - «Bolero» (из мюзикла «Мулен Руж!») Стив Шарпл хореография: Нанами Абэ                                                  | - «Рапсодия на тему Паганини» Сергей Рахманинов хореография: Нанами Абэ | - «Change» Monkey Majik, Yoshida Brothers хореография: Нанами Абэ |
| 2009—2010 | - «The Bait» - «Bare Island» (из фильма «Миссия невыполнима 2») Ханс Циммер хореография: Нанами Абэ                      | - «Рапсодия на тему Паганини» Сергей Рахманинов хореография: Нанами Абэ | - «Change» Monkey Majik, Yoshida Brothers |
| 2010—2011 | - «White Legend» (из балета «Лебединое озеро») Пётр Чайковский в исполнении Икуко Каваи хореография: Нанами Абе          | - «Цыганские напевы» Пабло де Сарасате хореография: Нанами Абэ | - «Vertigo» U2 хореография: Нанами Абэ |
| 2011—2012 | - «Этюд № 12, ор. 8» Александр Скрябин хореография: Нанами Абе                                                           | - «O Verona» (из фильма «Ромео + Джульетта») Крэйг Армстронг - «Kissing You» (из фильма «Ромео + Джульетта») Крэйг Армстронг в исполнении Des’ree - «Escape» (из фильма «Планкетт и Маклейн») Крэйг Армстронг хореография: Нанами Абе, Наталья Бестемьянова, Игорь Бобрин | - «White Legend» (из балета «Лебединое озеро») Пётр Чайковский аранжировка Икуко Каваи - «Somebody to Love» Джастин Бибер хореография: Нанами Абе                                                                   |
| 2012—2013 | - «Parisienne Walkways» Гэри Мур хореография: Джеффри Баттл                                                              | - «Нотр-Дам де Пари» Риккардо Коччанте хореография: Дэвид Уилсон | - «Hello, I Love You» The Doors ремикс Адам Фриленда хореография: Курт Браунинг - «Hana Ni Nare» Фумия Сашида хореография: Кэндзи Миямото                                                                           |
| 2013—2014 | - «Parisienne Walkways» Гэри Мур хореография: Джеффри Баттл                                                              | - «Ромео и Джульетта» (саундтрек к фильму 1968 года) Нино Рота хореография: Дэвид Уилсон | - «Этюд № 12, ор. 8» Александр Скрябин - «Нотр-Дам де Пари» Риккардо Коччанте - «Story» Аи хореография: Кэндзи Миямото                                                                                              |
| 2014—2015 | - «Баллада № 1, op. 23» Фридерик Шопен хореография: Джеффри Баттл                                                        | - «Призрак Оперы» Эндрю Ллойд Уэббер хореография: Ше-Линн Бурн | - «The Final Time Traveler» Сара Алайнн хореография: Кэндзи Миямото - «Hana wa Saku» Фумия Сасида хореография: Нанами Абэ - «Parisienne Walkways» Гэри Мур - «Believe» Che'Nelle хореография: Кэндзи Миямото        |
| 2015—2016 | - «Баллада № 1, op. 23» Фридерик Шопен хореография: Джеффри Баттл                                                        | - «Сэймэй» (из фильма «Колдун») Сигэру Умэбаяси хореография: Ше-Линн Бурн | - «Requiem of Heaven and Earth» Ясунобу Мацуо хореография: Кэндзи Миямото |
| 2016—2017 | - «Let’s Go Crazy» Принс хореография: Джеффри Баттл                                                                      | - «Hope and Legacy» («View of Silence» и «Asian Dream Song») Дзё Хисаиси хореография: Ше-Линн Бурн | - «Notte Stellata (The Swan)» Тони Ренис, Камиль Сен-Санс в исполнении Il Volo хореография: Дэвид Уилсон |
| 2017—2018 | - «Баллада № 1, op. 23» Фридерик Шопен хореография: Джеффри Баттл                                                        | - «Сэймэй» (из фильма «Колдун») Сигэру Умэбаяси хореография: Ше-Линн Бурн | - «Notte Stellata (The Swan)» в исполнении Il Volo - «Wings of Words» Chemistry |
| 2018—2019 | - «Otoñal» Рауль Ди Бласио хореография: Джеффри Баттл                                                                    | - «Origin» («Art on Ice» и «Magic Stradivarius») Эдвин Мартон хореография: Ше-Линн Бурн | - «Haru Yo Koi» Юми Мацутоя в исполнении Синъя Киёдзука хореография: Дэвид Уилсон - «Masquerade» Тоси хореография: Ше-Линн Бурн - «Crystal Memories» Тоси хореография: Дэвид Уилсон                                 |
| 2019—2020 | - «Otoñal» Рауль Ди Бласио хореография: Джеффри Баттл - «Баллада № 1, op. 23» Фридерик Шопен хореография: Джеффри Баттл  | - «Origin» («Art on Ice» и «Magic Stradivarius») Эдвин Мартон хореография: Ше-Линн Бурн - «Сэймэй» (из фильма «Колдун») Сигэру Умэбаяси хореография: Ше-Линн Бурн | - «Parisienne Walkways» Гэри Мур - «Haru Yo Koi» Юми Мацутоя в исполнении Синъя Киёдзука - «Notte Stellata (The Swan)» в исполнении Il Volo - «Сэймэй» Сигэру Умэбаяси - «Hope and Legacy» Дзё Хисаиси              |
| 2020—2021 | - «Let Me Entertain You» Робби Уильямс хореография: Джеффри Баттл                                                        | - «Heaven and Earth» (саундтрек из телесериалов) Исао Томита хореография: Ше-Линн Бурн | - «Hana wa Saku» Фумия Сасида - «Haru Yo Koi» Юми Мацутоя в исполнении Синъя Киёдзука |
| 2021—2022 | - «Интродукция и рондо каприччиозо» Камиль Сен-Санс в исполнении Синъя Киёдзука хореография: Джеффри Баттл, Ше-Линн Бурн | - «Heaven and Earth» (саундтрек из телесериалов) Исао Томита хореография: Ше-Линн Бурн | - «Haru Yo Koi» в исполнении Синъя Киёдзука - «Let Me Entertain You» Робби Уильямс - «Real Face» Сикао Суга хореография: Ше-Линн Бурн, Юдзуру Ханю - «Raison» Тайсей Миякава хореография: Дэвид Уилсон, Юдзуру Ханю |

### После завершения любительской карьеры
| Год  | Программы                                                                    |
| ---- | ---------------------------------------------------------------------------- |
| 2022 | «A Fleeting Dream» (из игры Final Fantasy X) — Нобуо Уэмацу, Масаси Хамаудзу |
| 2023 | «One Summer’s Day» (из аниме «Унесённые призраками») — Дзё Хисаиси           |
| 2023 | «Ashura-chan» — Ado                                                          |
| 2023 | «Conquest of Paradise» — Вангелис (совместный номер с Кохэем Утимурой)       |
| 2023 | «If…» — Da Pump                                                              |
| 2023 | «Glamorous Sky» — Мика Накасима                                              |
| 2023 | «Gate of Living» — Ринго Сиина                                               |
| 2023 | «Megalovania» (из игры Undertale) — Тоби Фокс                                |
| 2023 | «Envoy to Destruction» (из игры Final Fantasy IX) — Нобуо Уэмацу             |
| 2024 | «Carmina Burana» (совместный номер с Мао Даити)                              |
| 2024 | «Danny Boy» — Кит Джарретт                                                   |
| 2024 | «Meteor» — Таканори Нисикава                                                 |

## Спортивные результаты

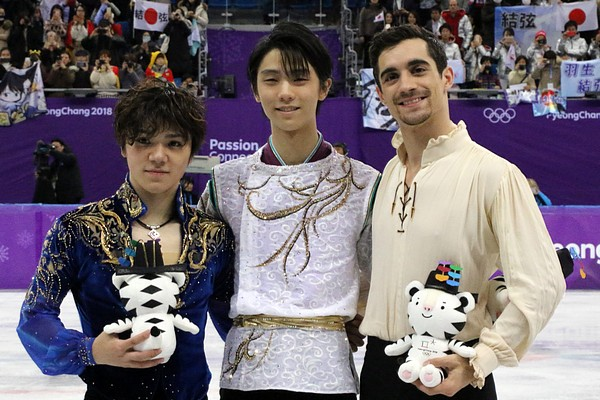
Пьедестал на Олимпийских играх 2018 года (слева направо): Сёма Уно, Юдзуру Ханю, Хавьер Фернандес

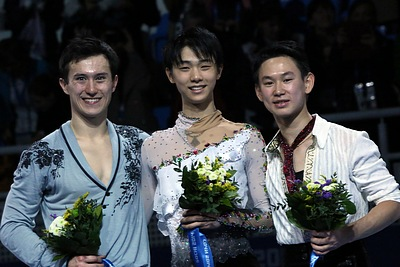
Призёры Зимних Олимпийских игр 2014 года (слева направо): Патрик Чан, Юдзуру Ханю, Денис Тен

| Соревнование                        | 06/07         | 07/08         | 08/09         | 09/10         | 10/11         | 11/12         | 12/13         | 13/14         | 14/15         | 15/16         | 16/17         | 17/18         | 18/19         | 19/20         | 20/21         | 21/22         |
| Международные                       | Международные | Международные | Международные | Международные | Международные | Международные | Международные | Международные | Международные | Международные | Международные | Международные | Международные | Международные | Международные | Международные |
| ----------------------------------- | ------------- | ------------- | ------------- | ------------- | ------------- | ------------- | ------------- | ------------- | ------------- | ------------- | ------------- | ------------- | ------------- | ------------- | ------------- | ------------- |
| Зимние Олимпийские игры             |               |               |               |               |               |               |               | 1             |               |               |               | 1             |               |               |               | 4             |
| Чемпионат мира                      |               |               |               |               |               | 3             | 4             | 1             | 2             | 2             | 1             |               | 2             | С             | 3             |               |
| Чемпионат четырёх континентов       |               |               |               |               | 2             |               | 2             |               |               |               | 2             |               |               | 1             |               |               |
| Финал Гран-при                      |               |               |               |               |               | 4             | 2             | 1             | 1             | 1             | 1             |               |               | 2             |               |               |
| Этап Гран-при. Cup of China         |               |               |               |               |               | 4             |               |               | 2             |               |               |               |               |               |               |               |
| Этап Гран-при. Rostelecom Cup       |               |               |               |               | 7             | 1             |               |               |               |               |               | 2             | 1             |               |               |               |
| Этап Гран-при. Trophée Eric Bompard |               |               |               |               |               |               |               | 2             |               |               |               |               |               |               |               |               |
| Этап Гран-при. NHK Trophy           |               |               |               |               | 4             |               | 1             |               | 4             | 1             | 1             |               |               | 1             |               |               |
| Этап Гран-при. Skate America        |               |               |               |               |               |               | 2             |               |               |               |               |               |               |               |               |               |
| Этап Гран-при. Skate Canada         |               |               |               |               |               |               |               | 2             |               | 2             | 2             |               |               | 1             |               |               |
| Этап Гран-при. Финляндия            |               |               |               |               |               |               |               |               |               |               |               |               | 1             |               |               |               |
| Autumn Classic International        |               |               |               |               |               |               |               |               |               | 1             | 1             | 2             | 1             | 1             |               |               |
| Finlandia Trophy                    |               |               |               |               |               |               | 1             | 1             |               |               |               |               |               |               |               |               |
| Nebelhorn Trophy                    |               |               |               |               |               | 1             |               |               |               |               |               |               |               |               |               |               |
| Международные командные             |               |               |               |               |               |               |               |               |               |               |               |               |               |               |               |               |
| Зимние Олимпийские игры             |               |               |               |               |               |               |               | 5             |               |               |               |               |               |               |               |               |
| Командный чемпионат мира            |               |               |               |               |               |               |               |               | 3             |               | 1             |               |               |               | 3             |               |
| Международные среди юниоров         |               |               |               |               |               |               |               |               |               |               |               |               |               |               |               |               |
| Чемпионат мира среди юниоров        |               |               | 12            | 1             |               |               |               |               |               |               |               |               |               |               |               |               |
| Финал юниорского Гран-при           |               |               |               | 1             |               |               |               |               |               |               |               |               |               |               |               |               |
| Этап Гран-при. Хорватия             |               |               |               | 1             |               |               |               |               |               |               |               |               |               |               |               |               |
| Этап Гран-при. Польша               |               |               |               | 1             |               |               |               |               |               |               |               |               |               |               |               |               |
| Этап Гран-при. Италия               |               |               | 5             |               |               |               |               |               |               |               |               |               |               |               |               |               |
| Национальные                        |               |               |               |               |               |               |               |               |               |               |               |               |               |               |               |               |
| Чемпионат Японии                    |               |               | 8             | 6             | 4             | 3             | 1             | 1             | 1             | 1             |               |               |               | 2             | 1             | 1             |
| Чемпионат Японии среди юниоров      | 7             | 3             | 1             | 1             |               |               |               |               |               |               |               |               |               |               |               |               |

### Подробные результаты
На чемпионатах ИСУ награждают малыми медалями за короткую и произвольную программы. Лучшие персональные результаты по системе ИСУ выделены жирным курсивом. К — командный результат; Л — личный зачёт.

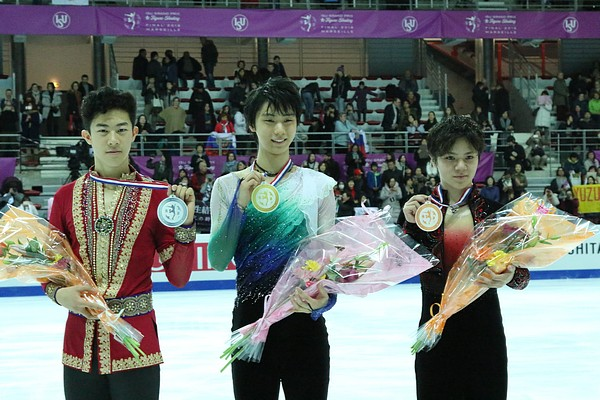
Призёры финала Гран-при 2016 (слева направо): Нейтан Чен, Юдзуру Ханю, Сёма Уно

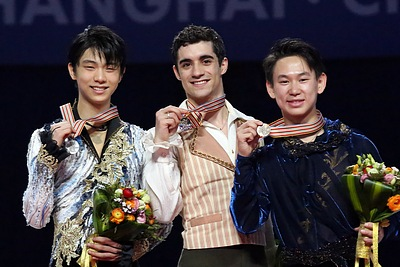
Призёры чемпионата мира 2015 (слева направо): Юдзуру Ханю, Хавьер Фернандес, Денис Тен

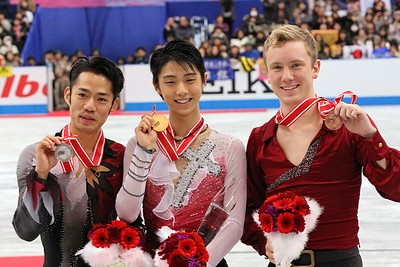
Призёры NHK Trophy 2012 (слева направо): Дайсуке Такахаси, Юдзуру Ханю, Росс Майнер

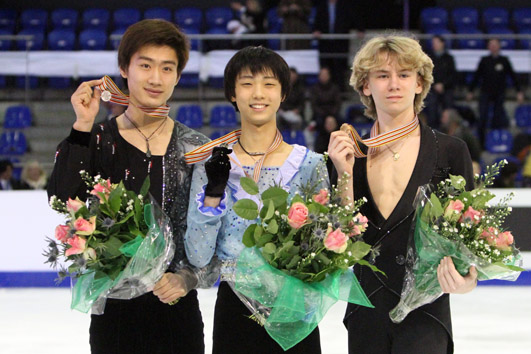
Призёры юниорского чемпионата мира 2010 (слева направо): Сун Нань, Юдзуру Ханю, Артур Гачинский

| Сезон 2021—2022                 | Сезон 2021—2022                                       | Сезон 2021—2022 | Сезон 2021—2022 | Сезон 2021—2022 | Сезон 2021—2022 |
| Дата                            | Соревнование                                          | КП              | ПП              | Сумма           | Источник        |
| ------------------------------- | ----------------------------------------------------- | --------------- | --------------- | --------------- | --------------- |
| 8-10 февраля 2022 г.            | Зимние Олимпийские игры 2022                          | 8 95,15         | 3 188,06        | 4 283,21        | [ 191 ]         |
| 22-26 декабря 2021 г.           | Чемпионат Японии 2022                                 | 1 111,31        | 1 211,05        | 1 322,36        | [ 192 ]         |
| Сезон 2020—2021                 |                                                       |                 |                 |                 |                 |
| Дата                            | Соревнование                                          | КП              | ПП              | Сумма           | Источник        |
| 15-18 апреля 2021 г.            | Командный чемпионат мира 2021                         | 2 107,12        | 2 193,76        | 3К / 2Л 300,88  | [ 193 ]         |
| 22-28 марта 2021 г.             | Чемпионат мира 2021                                   | 1 106,98        | 4 182,20        | 3 289,18        | [ 194 ]         |
| 24-27 декабря 2020 г.           | Чемпионат Японии 2021                                 | 1 103,53        | 1 215,83        | 1 319,36        | [ 195 ]         |
| Сезон 2019—2020                 |                                                       |                 |                 |                 |                 |
| Дата                            | Соревнование                                          | КП              | ПП              | Сумма           | Источник        |
| 4-9 февраля 2020 г.             | Чемпионат четырёх континентов 2020                    | 1 111,82        | 1 187,60        | 1 299,42        | [ 196 ]         |
| 18-22 декабря 2019 г.           | Чемпионат Японии 2020                                 | 1 110,72        | 3 172,05        | 2 282,77        | [ 197 ]         |
| 5-8 декабря 2019 г.             | Финал Гран-при 2019/20                                | 2 97,43         | 2 194,00        | 2 291,43        | [ 198 ]         |
| 22-24 ноября 2019 г.            | NHK Trophy 2019                                       | 1 109,34        | 1 195,71        | 1 305,05        | [ 199 ]         |
| 25-27 октября 2019 г.           | Skate Canada 2019                                     | 1 109,60        | 1 212,99        | 1 322,59        | [ 200 ]         |
| 12-14 сентября 2019 г.          | Autumn Classic International 2019                     | 1 98,38         | 1 180,67        | 1 279,05        | [ 201 ]         |
| Сезон 2018—2019                 |                                                       |                 |                 |                 |                 |
| Дата                            | Соревнование                                          | КП              | ПП              | Сумма           | Источник        |
| 18-24 марта 2019 г.             | Чемпионат мира 2019                                   | 3 94,87         | 2 206,10        | 2 300,97        | [ 202 ]         |
| 16-18 ноября 2018 г.            | Rostelecom Cup 2018                                   | 1 110,53        | 1 167,89        | 1 278,42        | [ 203 ]         |
| 2-4 ноября 2018 г.              | Helsinki 2018                                         | 1 106,69        | 1 190,43        | 1 297,12        | [ 204 ]         |
| 20-22 сентября 2018 г.          | Autumn Classic International 2018                     | 1 97,74         | 2 165,91        | 1 263,65        | [ 205 ]         |
| Сезон 2017—2018                 |                                                       |                 |                 |                 |                 |
| Дата                            | Соревнование                                          | КП              | ПП              | Сумма           | Источник        |
| 16-17 февраля 2018 г.           | Зимние Олимпийские игры 2018                          | 1 111,68        | 2 206,17        | 1 317,85        | [ 206 ]         |
| 20-22 октября 2017 г.           | Rostelecom Cup 2017                                   | 2 94,85         | 1 195,92        | 2 290,77        | [ 207 ]         |
| 20-23 сентября 2017 г.          | Autumn Classic International 2017                     | 1 112,72        | 5 155,52        | 2 268,24        | [ 208 ]         |
| Сезон 2016—2017                 |                                                       |                 |                 |                 |                 |
| Дата                            | Соревнование                                          | КП              | ПП              | Сумма           | Источник        |
| 20-23 апреля 2017 г.            | Командный чемпионат мира 2017                         | 7 83,51         | 1 200,49        | 1К / 3Л 284,00  | [ 209 ]         |
| 29 марта — 2 апреля 2017 г.     | Чемпионат мира 2017                                   | 5 98,39         | 1 223,20        | 1 321,59        | [ 210 ]         |
| 14-19 февраля 2017 г.           | Чемпионат четырёх континентов 2017                    | 3 97,04         | 1 206,67        | 2 303,71        | [ 211 ]         |
| 7-11 декабря 2016 г.            | Финал Гран-при 2016/17                                | 1 106,53        | 3 187,37        | 1 293,90        | [ 212 ]         |
| 25-27 ноября 2016 г.            | NHK Trophy 2016                                       | 1 103,89        | 1 197,58        | 1 301,47        | [ 213 ]         |
| 28-30 октября 2016 г.           | Skate Canada 2016                                     | 4 79,65         | 1 183,41        | 2 263,06        | [ 214 ]         |
| 29 сентября — 1 октября 2016 г. | Autumn Classic International 2016                     | 1 88,30         | 1 172,27        | 1 260,57        | [ 215 ]         |
| Сезон 2015—2016                 |                                                       |                 |                 |                 |                 |
| Дата                            | Соревнование                                          | КП              | ПП              | Сумма           | Источник        |
| 28 марта — 3 апреля 2016 г.     | Чемпионат мира 2016                                   | 1 110,56        | 2 184,61        | 2 295,17        | [ 216 ]         |
| 24-27 декабря 2015 г.           | Чемпионат Японии 2016                                 | 1 102,63        | 1 183,73        | 1 286,36        | [ 217 ]         |
| 10-13 декабря 2015 г.           | Финал Гран-при 2015/16                                | 1 110,95        | 1 219,48        | 1 330,43        | [ 218 ]         |
| 27-29 ноября 2015 г.            | NHK Trophy 2015                                       | 1 106,33        | 1 216,07        | 1 322,40        | [ 219 ]         |
| 30 октября — 1 ноября 2015 г.   | Skate Canada 2015                                     | 6 73,25         | 2 186,29        | 2 259,54        | [ 220 ]         |
| 13-15 октября 2015 г.           | Autumn Classic International 2015                     | 1 93,14         | 1 184,05        | 1 277,19        | [ 221 ]         |
| Сезон 2014—2015                 |                                                       |                 |                 |                 |                 |
| Дата                            | Соревнование                                          | КП              | ПП              | Сумма           | Источник        |
| 16-19 апреля 2015 г.            | Командный чемпионат мира 2015                         | 1 96,27         | 1 192,31        | 3К / 1Л 288,58  | [ 222 ]         |
| 23-29 марта 2015 г.             | Чемпионат мира 2015                                   | 1 95,20         | 3 175,88        | 2 271,08        | [ 223 ]         |
| 25-28 декабря 2014 г.           | Чемпионат Японии 2015                                 | 1 94,36         | 1 192,50        | 1 286,86        | [ 224 ]         |
| 11-14 декабря 2014 г.           | Финал Гран-при 2014/15                                | 1 94,08         | 1 194,08        | 1 288,16        | [ 225 ]         |
| 28-30 ноября 2014 г.            | NHK Trophy 2014                                       | 5 78,01         | 3 151,79        | 4 229,80        | [ 226 ]         |
| 7-9 ноября 2014 г.              | Cup of China 2014                                     | 2 82,95         | 2 154,60        | 2 237,55        | [ 227 ]         |
| Сезон 2013—2014                 |                                                       |                 |                 |                 |                 |
| Дата                            | Соревнование                                          | КП              | ПП              | Сумма           | Источник        |
| 24-30 марта 2014 г.             | Чемпионат мира 2014                                   | 3 91,24         | 1 191,35        | 1 282,59        | [ 228 ]         |
| 13-14 февраля 2014 г.           | Зимние Олимпийские игры 2014                          | 1 101,45        | 1 178,64        | 1 280,09        | [ 229 ]         |
| 6-9 февраля 2014 г.             | Зимние Олимпийские игры 2014 (командные соревнования) | 1 97,98         | —               | 5 (команда)     | [ 229 ]         |
| 20-23 декабря 2013 г.           | Чемпионат Японии 2014                                 | 1 103,10        | 1 194,70        | 1 297,80        | [ 230 ]         |
| 5-8 декабря 2013 г.             | Финал Гран-при 2013/14                                | 1 99,84         | 1 193,41        | 1 293,25        | [ 231 ]         |
| 15-17 ноября 2013 г.            | Trophée Eric Bompard 2013                             | 2 95,37         | 2 168,22        | 2 263,59        | [ 232 ]         |
| 25-27 октября 2013 г.           | Skate Canada 2013                                     | 3 80,40         | 2 154,40        | 2 234,80        | [ 233 ]         |
| 4-6 октября 2013 г.             | Finlandia Trophy 2013                                 | 1 84,66         | 1 180,93        | 1 265,59        | [ 234 ]         |
| Сезон 2012—2013                 |                                                       |                 |                 |                 |                 |
| Дата                            | Соревнование                                          | КП              | ПП              | Сумма           | Источник        |
| 10-17 марта 2013 г.             | Чемпионат мира 2013                                   | 9 75,94         | 3 169,05        | 4 244,99        | [ 235 ]         |
| 8-11 февраля 2013 г.            | Чемпионат четырёх континентов 2013                    | 1 87,65         | 3 158,73        | 2 246,38        | [ 236 ]         |
| 20-24 декабря 2012 г.           | Чемпионат Японии 2013                                 | 1 97,68         | 2 187,55        | 1 285,23        | [ 237 ]         |
| 6-9 декабря 2012 г.             | Финал Гран-при 2012/13                                | 3 87,17         | 2 177,12        | 2 264,29        | [ 238 ]         |
| 23-25 ноября 2012 г.            | NHK Trophy 2012                                       | 1 95,32         | 1 165,71        | 1 261,03        | [ 239 ]         |
| 19-21 октября 2012 г.           | Skate America 2012                                    | 1 95,07         | 3 148,67        | 2 243,74        | [ 240 ]         |
| 4-7 октября 2012 г.             | Finlandia Trophy 2012                                 | 2 75,57         | 1 172,56        | 1 248,13        | [ 241 ]         |
| Сезон 2011—2012                 |                                                       |                 |                 |                 |                 |
| Дата                            | Соревнование                                          | КП              | ПП              | Сумма           | Источник        |
| 26 марта — 1 апреля 2012 г.     | Чемпионат мира 2012                                   | 7 77,07         | 2 173,99        | 3 251,06        | [ 242 ]         |
| 22-26 декабря 2011 г.           | Чемпионат Японии 2012                                 | 4 74,32         | 1 167,59        | 3 241,91        | [ 243 ]         |
| 8-11 декабря 2011 г.            | Финал Гран-при 2011/12                                | 4 79,33         | 3 166,49        | 4 245,82        | [ 244 ]         |
| 25-27 ноября 2011 г.            | Rostelecom Cup 2011                                   | 2 82,78         | 2 158,88        | 1 241,66        | [ 245 ]         |
| 4-6 ноября 2011 г.              | Cup of China 2011                                     | 2 81,37         | 4 145,16        | 4 226,53        | [ 246 ]         |
| 21-24 сентября 2011 г.          | Nebelhorn Trophy 2011                                 | 1 75,26         | 1 151,00        | 1 226,26        | [ 247 ]         |
| Сезон 2010—2011                 |                                                       |                 |                 |                 |                 |
| Дата                            | Соревнование                                          | КП              | ПП              | Сумма           | Источник        |
| 15-20 февраля 2011 г.           | Чемпионат четырёх континентов 2011                    | 3 76,43         | 3 151,58        | 2 228,01        | [ 248 ]         |
| 24-27 декабря 2010 г.           | Чемпионат Японии 2011                                 | 2 78,94         | 4 141,12        | 4 220,06        | [ 249 ]         |
| 18-21 ноября 2010 г.            | Rostelecom Cup 2010                                   | 6 70,24         | 6 132,42        | 7 202,66        | [ 250 ]         |
| 21-24 октября 2010 г.           | NHK Trophy 2010                                       | 5 69,31         | 4 138,41        | 4 207,72        | [ 251 ]         |
| Сезон 2009—2010                 |                                                       |                 |                 |                 |                 |
| Дата                            | Соревнование                                          | КП              | ПП              | Сумма           | Источник        |
| 8-14 марта 2010 г.              | Чемпионат мира среди юниоров 2010                     | 3 68,75         | 1 147,35        | 1 216,10        | [ 252 ]         |
| 24-27 декабря 2009 г.           | Чемпионат Японии 2010                                 | 13 57,99        | 5 137,23        | 6 195,22        | [ 253 ]         |
| 3-6 декабря 2009 г.             | Финал Гран-при среди юниоров 2009/10                  | 3 69,85         | 1 136,92        | 1 206,77        | [ 254 ]         |
| 22-23 ноября 2009 г.            | Чемпионат Японии среди юниоров 2010                   | 1 76,00         | 2 118,15        | 1 194,15        | [ 253 ]         |
| 7-11 октября 2009 г.            | Этап Гран-при среди юниоров: Croatia Cup              | 1 70,78         | 1 130,37        | 1 201,15        | [ 255 ]         |
| 9-13 сентября 2009 г.           | Этап Гран-при среди юниоров: Toruń Cup                | 1 66,77         | 1 131,88        | 1 198,65        | [ 256 ]         |
| Сезон 2008—2009                 |                                                       |                 |                 |                 |                 |
| Дата                            | Соревнование                                          | КП              | ПП              | Сумма           | Источник        |
| 23 февраля — 1 марта 2009 г.    | Чемпионат мира среди юниоров 2009                     | 11 58,18        | 13 103,59       | 12 161,77       | [ 257 ]         |
| 25-27 декабря 2008 г.           | Чемпионат Японии 2009                                 | 8 64,50         | 5 117,15        | 8 181,65        | [ 258 ]         |
| 23-24 ноября 2008 г.            | Чемпионат Японии среди юниоров 2009                   | 4 57,25         | 1 124,92        | 1 182,17        | [ 258 ]         |
| 3-7 сентября 2008 г.            | Этап Гран-при среди юниоров: Merano Cup               | 6 51,06         | 4 95,62         | 5 146,68        | [ 259 ]         |

## Рекорды и достижения
- Первый фигурист, исполнивший на соревнованиях каскад четверной тулуп — ойлер — тройной флип (Skate Canada 2019)[260].
- На Гран-при Хельсинки 2018 года стал первым фигуристом[261], выполнившим уникальную, по оценке Международного союза конькобежцев, секвенцию четверной тулуп — тройной аксель[104]. На чемпионате мира 2019 года он исполнил эту секвенцию на положительные оценки[262].
- Первый фигурист-одиночник, который выиграл четыре финала Гран-при подряд[76].
- Первый фигурист, который исполнил три четверных прыжка во второй половине программы (Командный чемпионат мира 2017)[85][263].
- Ханю занимал первое место в мировом рейтинге в течение 5 сезонов подряд (сезон 2013/14[264], 2014/15[265], 2015/16[266], 2016/17[267], 2017/18[268]).
- Первый фигурист в истории, чья попытка исполнения акселя в четыре с половиной оборота на международном соревновании была занесена в официальные протоколы ИСУ по стоимости четверного[8]. Прыжок был оценён по базовой стоимости в 10 баллов (стоимость докрученного прыжка — 12,50 балла[269]) и впервые отмечен как недокрученный четверной аксель («4A<»)[7] (прежние попытки исполнения этого прыжка были понижены до тройного[270]).

### Мировые рекорды
Ханю установил 7 мировых рекордов по системе +5/−5 GOE (качество исполнения): три в короткой программе, два в произвольной программе и два по сумме баллов за две программы.
| Мировые рекорды, установленные Юдзуру Ханю | Мировые рекорды, установленные Юдзуру Ханю | Мировые рекорды, установленные Юдзуру Ханю | Мировые рекорды, установленные Юдзуру Ханю | Мировые рекорды, установленные Юдзуру Ханю |
| Дата                                       | Баллы                                      | Соревнование                               | Комментарий | Прим.                                      |
| Рекорды в короткой программе               | Рекорды в короткой программе               | Рекорды в короткой программе               | Рекорды в короткой программе | Рекорды в короткой программе               |
| ------------------------------------------ | ------------------------------------------ | ------------------------------------------ | --- | ------------------------------------------ |
| 3 ноября 2018 г.                           | 106,69                                     | Гран-при Хельсинки 2018                    | Превзойдён рекорд Сёмы Уно с Lombardia Trophy 2018. | [ 103 ]                                    |
| 18 ноября 2018 г.                          | 110,53                                     | Rostelecom Cup 2018                        | Первый фигурист, который набрал больше 110 баллов по системе +5/−5 GOE. | [ 105 ]                                    |
| 7 февраля 2020 г.                          | 111,82                                     | Чемпионат четырёх континентов 2020         | Рекорд обновлён Нейтаном Ченом на Олимпийских играх 2022. | [ 117 ]                                    |
| Рекорды в произвольной программе           |                                            |                                            | |                                            |
| 4 ноября 2018 г.                           | 190,43                                     | Гран-при Хельсинки 2018                    | Превзойдён рекорд Нейтана Чена с Skate America 2018. | [ 103 ]                                    |
| 23 марта 2019 г.                           | 206,10                                     | Чемпионат мира 2019                        | Первый фигурист, который набрал больше 200 баллов по системе +5/−5 GOE. Превзойдён рекорд Сёмы Уно с чемпионата четырёх континентов 2019. Рекорд обновлён Нейтаном Ченом на том же соревновании. | [ 273 ]                                    |
| Рекорды по сумме двух программ             |                                            |                                            | |                                            |
| 4 ноября 2018 г.                           | 297,12                                     | Гран-при Хельсинки 2018                    | Превзойдён рекорд Нейтана Чена с Skate America 2018. | [ 103 ]                                    |
| 23 марта 2019 г.                           | 300,97                                     | Чемпионат мира 2019                        | Первый фигурист, который набрал больше 300 баллов по системе +5/−5 GOE. Рекорд обновлён Нейтаном Ченом на том же соревновании.                                                                   | [ 273 ]                                    |

### Исторические мировые рекорды
Из-за введения новой системы оценивания элементов +5/−5 GOE, которая заменила предыдущую систему +3/−3 GOE, Международный союз конькобежцев решил, что вся статистика, начиная с сезона 2018—2019, ведётся с нуля и все предыдущие результаты являются историческими.
До введения новой системы оценивания Ханю установил 12 мировых рекордов: семь в короткой программе, три — в произвольной и два по сумме баллов.
| Исторические мировые рекорды, установленные Юдзуру Ханю | Исторические мировые рекорды, установленные Юдзуру Ханю | Исторические мировые рекорды, установленные Юдзуру Ханю | Исторические мировые рекорды, установленные Юдзуру Ханю                                                             | Исторические мировые рекорды, установленные Юдзуру Ханю |
| Дата                                                    | Баллы                                                   | Соревнование                                            | Комментарий | Прим.                                                   |
| Исторические рекорды в короткой программе               | Исторические рекорды в короткой программе               | Исторические рекорды в короткой программе               | Исторические рекорды в короткой программе                                                                           | Исторические рекорды в короткой программе               |
| ------------------------------------------------------- | ------------------------------------------------------- | ------------------------------------------------------- | --- | ------------------------------------------------------- |
| 19 октября 2012 г.                                      | 95,07                                                   | Skate America 2012                                      | Превзойдён рекорд Дайсуке Такахаси с командного чемпионата мира 2012.                                               | [ 37 ]                                                  |
| 23 ноября 2012 г.                                       | 95,32                                                   | NHK Trophy 2012                                         | Обновлён собственный рекорд.                                                                                        | [ 38 ]                                                  |
| 5 декабря 2013 г.                                       | 99,84                                                   | Финал Гран-при 2013—2014                                | Превзойдён рекорд Патрика Чана с Trophée Eric Bompard 2013.                                                         | [ 277 ]                                                 |
| 13 февраля 2014 г.                                      | 101,45                                                  | Зимние Олимпийские игры 2014                            | Первый фигурист, который набрал больше 100 баллов.                                                                  | [ 48 ]                                                  |
| 27 ноября 2015 г.                                       | 106,33                                                  | NHK Trophy 2015                                         | Обновлён собственный рекорд.                                                                                        | [ 278 ]                                                 |
| 10 декабря 2015 г.                                      | 110,95                                                  | Финал Гран-при 2015—2016                                | Первый и единственный фигурист, который набрал больше 110 баллов по системе +3/−3 GOE.                              | [ 279 ]                                                 |
| 22 сентября 2017 г.                                     | 112,72                                                  | Autumn Classic International 2017                       | Исторический мировой рекорд.                                                                                        | [ 280 ]                                                 |
| Исторические рекорды в произвольной программе           |                                                         |                                                         | |                                                         |
| 28 ноября 2015 г.                                       | 216,07                                                  | NHK Trophy 2015                                         | Первый фигурист, который набрал больше 200 баллов. Превзойдён рекорд Патрика Чана с Trophée Eric Bompard 2013.      | [ 66 ]                                                  |
| 12 декабря 2015 г.                                      | 219,48                                                  | Финал Гран-при 2015—2016                                | Обновлён собственный рекорд.                                                                                        | [ 279 ]                                                 |
| 1 апреля 2017 г.                                        | 223,20                                                  | Чемпионат мира 2017                                     | Исторический мировой рекорд. Первый и единственный фигурист, который набрал больше 220 баллов по системе +3/−3 GOE. | [ 82 ]                                                  |
| Исторические рекорды по сумме двух программ             |                                                         |                                                         | |                                                         |
| 28 ноября 2015 г.                                       | 322,40                                                  | NHK Trophy 2015                                         | Первый фигурист, который набрал больше 300 баллов. Превзойдён рекорд Патрика Чана с Trophée Eric Bompard 2013.      | [ 66 ]                                                  |
| 12 декабря 2015 г.                                      | 330,43                                                  | Финал Гран-при 2015—2016                                | Исторический мировой рекорд. Первый и единственный фигурист, который набрал больше 330 баллов по системе +3/−3 GOE. | [ 279 ]                                                 |

## Признания и награды
Премия Народного Почёта
- Награждён в 2018 году[283]

Медаль Почёта

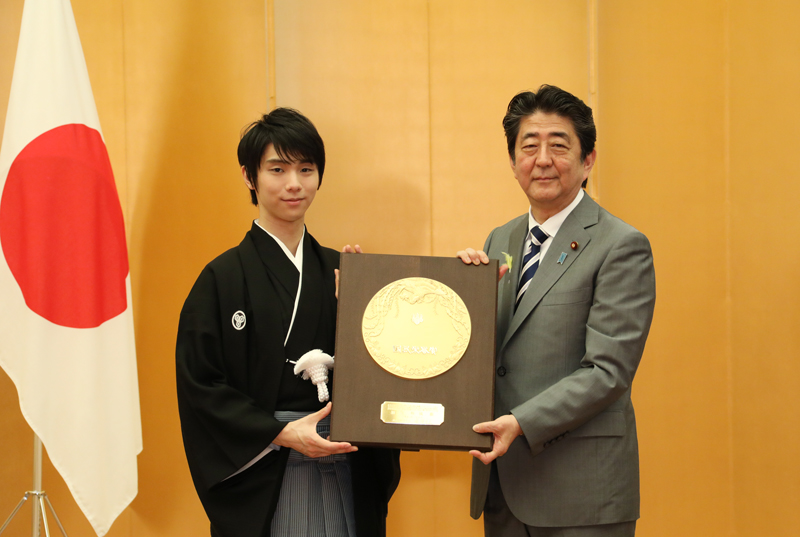
С Синдзо Абэ на вручении Премии Народного Почёта

- Медаль с пурпурной лентой: 2014[284], 2018[285]

Laureus World Sports Awards
- Возвращение года (номинация): 2019[286]

Международный союз конькобежцев (ИСУ)
- «Самый ценный фигурист»: 2020[122]

Олимпийский комитет Японии (JOC)
- Спортивная премия JOC — Премия новичку (2009), Лучшая награда (2013[287]), Премия за особые достижения (2015[288]), Особая награда (2018[289])
- Специальная олимпийская награда: 2014[290], 2018[291]

Федерация конькобежного спорта Японии
- Кубок JOC: 2014[292], 2015, 2016, 2017, 2018[293], 2020[294]

СМИ
- Японским спортивным журналом «Sports Graphic Number» награждён 33-й наградой MVP (Самый ценный игрок) (2014)[295]
- Японской газетой «Майнити Симбун» награждён 22-й премией Гран-при «Daily Sports People Award» (2014)[296]
- Награждён «Спортивной премией Асахи» от японской газеты «Асахи симбун» (2014)[297]
- Японской газетой «Чуничи Симбун» награждён 29-й «Спортивной премией Чуничи» (2015)[298]
- Входит в число «Самых сильных спортсменов в мире» (33-е место в 2014 г.[299], 21-е место в 2015 г.[300]) по версии портала Business Insider
- «Премия Happy News Person» от Японской ассоциации газетных издателей и редакторов (2018)[301]
- Ассоциацией спортивной прессы Тохоку награждён «Спортивной премией» (2011, 2014, 2015[302], 2016[303], 2018[304])
- Токийский спортивный пресс-клуб: «Специальная награда» (2012), «Фигурист года» (2014[305], 2015[306], 2018[293])
- Yahoo! Japan: премия «Yahoo! Search Awards 2014» в категории «Спортсмен» и «Главный приз» (2014[307]), премия «Yahoo! Search Awards 2018» в категории «Спортсмен» и «Специальная категория» (2018[308])
- TV Asahi: «Большая спортивная награда» (2014[309], 2015[310], 2016[311], 2017, 2018[312]), «Специальная спортивная награда» (2019)[313]
- В 2018 году Спортивной академией США[англ.] назван «Спортсменом года»[314]
- По версии китайского информационного агентства «Синьхуа» входит в список «10 лучших спортсменов мира» (7-е место в 2018 г.[315]) и список «10 лучших деятелей мирового спорта» (2020[316])
- ESPN: «100 Мировых знаменитостей» (70-е место в 2018 г.[317], 64-е место в 2019 г.[318]), «20 лучших спортсменов» (11-е место в 2018 г.[319])
- В 2018 году вошёл в азиатскую версию списка Forbes «30 до 30» в категории «Развлечения и спорт»[320]
- Включён в топ-25 лучших фигуристов в истории по версии американского портала Yardbarker[англ.][321]
- Входит в список 100 лучших спортсменов-мужчин XXI века (62-е место) по версии испанского издания «Marca»[322]

Национальные
- В Сендае, префектура Мияги, в 2017 и 2019 году в честь Ханю был открыт мемориал[323][324]
- В 2022 году «за большие спортивные достижения» стал лауреатом 70-й премии Кикути Кана[325]
- «Человек года» (2022) по мнению Японского общества по связям с общественностью[326]